# مراغه
مَراغه  یکی از شهرهای استان آذربایجان شرقی و مرکز شهرستان مراغه است و پس از شهر تبریز دومین شهر بزرگ و پرجمعیت استان می‌باشد. این شهر در کنار رودخانهٔ صوفی‌چای در دامنهٔ جنوبی کوه سهند و در ۱۳۵ کیلومتری جنوب مرکز استان واقع شده است مردم زبان این شهر تورکی آذربایجانی است.
مراغه شهر کهنی که به باغ شهر ایران و پایتخت نجوم ایران شهرت دارد جزو ده شهر تاریخی ایران می‌باشد. سالانه گردشگران خارجی و ایرانی زیادی از مراغه دیدن می‌کنند. مراغه با فضای سبز و باغات متعدد در داخل شهر همچنین رودخانه صوفی‌چای که از مرکز شهر می‌گذرد یکی از مهم‌ترین مراکز توریستی و گردشگری در آذربایجان شرقی محسوب می‌شود.
مراغه دومین کهن شهر آذربایجان بعد از ارومیه می‌باشد. این شهر از دوران قبل از اسلام آباد بوده است اما قرون ۱۲ تا ۱۴ میلادی دوران رشد و شکوفایی آن است؛ زمانی که پایتخت سلسله‌های متعدد محلی از جمله احمدیلیان و اتابکان آذربایجان بوده است و در نهایت مرکز حکومت ایلخانان و پایتخت ایران در آن دوران قرار داده شد. مراغه به لحاظ بافت غنی تاریخی و فرهنگی، با بیش از ۳۰۰ اثر ثبت شده ملی، جزء ۱۰ شهر برتر کشور محسوب می‌شود.
رصدخانه مراغه که در دوران خواجه نصیرالدین توسی بنا شده از جمله آثار تاریخی برجسته مراغه و ایران است که بیش از ۴۰۰۰۰۰ جلد کتاب در آن موجود بوده است و بزرگ‌ترین دانشمندان اسلامی سراسر جهان اسلام در آن گرد هم آمده بودند.
مراغه با دارا بودن ۳۴ کیلومتر مربع مساحت (سال ۱۳۹۸) و ۱۷۵۶۰۰ نفر جمعیت شهری که بدون احتساب بخش‌ها و روستاهای حومه آن می‌باشد (سال ۱۳۹۵) دومین شهر بزرگ پس از تبریز و دومین شهر پرجمعیت استان پس از تبریز به‌شمار می‌رود.

## نام

قسمتی از نقشه ایران در دوره افشاریه. نام مراغه در جنوب‌شرقی دریاچه ارومیه (در نقشه: دریاچه شاهی)، به انگلیسی: Maragha نوشته شده است.

واژهٔ مراغه، از حدود قرن دوم هجری رایج شده است. به گفته مورخان، این شهر با نام‌هایی همچون افراه‌رود (احمد بلاذری)، افرازه‌روح (معجم‌البلدان)، افراه رود (احمد بن یعقوبی)، افرازه‌رود (یاقوت حموی)، افرازه رود (بارتولد)، امداده رود، مراوا یا ماراوا (کسروی) و ماراغا (ویلسون، سیاح انگلیسی) شناخته می‌شده است.

### وجه تسمیه
در مورد وجه تسمیه نام مراغه نظریات زیر مطرح شده است:
ماراوا
احمد کسروی در کتاب آذری یا زبان باستان آذربایجان می‌نویسد:
 «بی‌گمان درستِ این نام مراوا یا ماراوا بوده و از اینرو معنی آن را جایگاه ماد توان پنداشت.»
ماراغا
ویلسون، سیاح انگلیسی در سفرنامه‌اش لفظ مراغه را برداشتی از نام یک اسقف مشهور نسطوری به نام ماراغا می‌پندارد.
مارکیانا
برخی محققان نام مراغه را با مارکیانا که در کتاب تعلیمات جغرافیایی بطلمیوس به دریاچه ارومیه اطلاق شده، مرتبط می‌دانند.

## تاریخ
این شهر از دوران قبل از اسلام، آباد بوده است اما قرن‌های ۱۲ تا ۱۴ میلادی دوران رشد و شکوفایی آن است؛ زمانی که پایتخت سلسله‌های متعدد محلی از جمله احمدیلیان و اتابکان آذربایجان بوده است و در نهایت مرکز حکومت ایلخانی قرار داده شد.

### پیش از اسلام
قبرستان تپه سی واقع در دهستان سراجوی غربی، روستای یای شهری مراغه به شماره ثبت ملی ۲۱۰۸۶ در تاریخ ۱۳۸۶/۱۱/۳۰، که با قدمتی حدود ۵ هزار سال که تاریخچه سکونت مراغه را بیشتر و با اهمیت می‌کند
دیاکونوف در سال ۳۶ پیش از میلاد، مارک آنتونی، سردار جمهوری روم پایتخت آتروپاتکان، شهری به نام «فراعته» یا «فراسپا» را که دارای استحکامات تدافعی خوبی بوده است محاصره کرده بوده است که در نهایت مغلوب مقاومت آتروپات‌ها و پارتیان شد و عقب‌نشینی کرد. شهر نام‌برده به احتمال زیاد مراغه کنونی بوده است.

### پس از اسلام

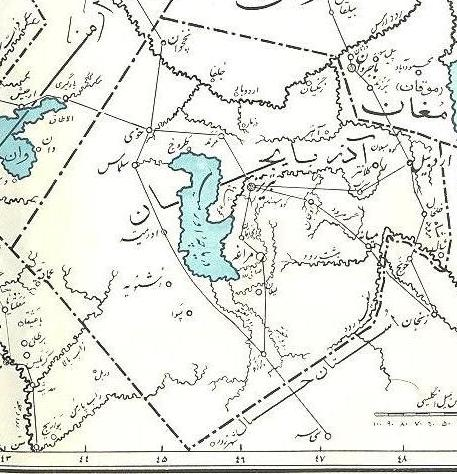
مراغه در استان آذربایجان در دوره خلفای عباسی

در سال ۲۲ هجری قمری ناحیه مراغه در پی حمله اعراب به تصرف آنها درآمد.
محمد افشین در سال ۲۸۰ هجری قمری پس از غلبه بر حاکم مراغه، عبدالله بن حسین همدانی، مراغه را به عنوان پایتخت حکومتش برگزید.
عزالدین ابن اثیر (۱۱۶۰–۱۲۳۳ میلادی) در کتاب «الکامل فی التاریخ» در توضیح رویدادهای سال ۱۰۳۷ میلادی - ۴۱۶ خورشیدی و جریان هجوم نخستین گروه از تُرکان غز یا اغوز به آذربایجان، مراغه را مسکن کردهای هذبانیه ذکر می‌کند و روایت می‌کند:
“ گروهی از ترکان غز خود را به آذربایجان رساندند و «ابومنصور وهسودان» (فرمانروای کُرد سلسله روادی آذربایجان) به امید اینکه از شر و زیان آنها در امان باشد با آنها پیوند خویشاوندی برقرار کرد اما آنچه وهسودان به آن امید داشت محقق نشد و ترکان دست از کشتار و تاراجگری برنداشتند و به مراغه هجوم بردند و در سال ۱۰۳۷ میلادی - ۴۱۶ خورشیدی وارد آنجا شدند و مسجد جامع شهر را به آتش کشیدند و از مردم عامه مراغه از جمله کُردهای هذبانیه بسیار کشتند. چون کُردها وضعیت مملکت را چنین دیدن برای اتحاد و دفع شر قدم برداشتند پس «ابوالهیجا بن ربیب الدوله» (حاکم ارومیه و رهبر کُردهای هذبانیه ارومیه) و «وهسودان» فرمانروای آذربایجان آشتی کردند و متحد شدند و وقتی که غزها اتحاد و اجتماع مردم را برای جنگ با آنها دیدن از اشغال آذربایجان منصرف شدند و آنجا را ترک کردند … “

### عهد مغول
مغولان در ماه صفر سال ۶۱۸ هجری قمری عزم تسخیر مراغه کردند. پس از یک هفته درگیری، مراغه به تصرف آنان درآمد، پس از خون‌ریزی بسیار غارت و سوزاندن بقایا خارج شدند ولی نسل مغول‌ها در بازماندگان مراغه تکثیر یافت.
در سال ۶۲۲ هجری قمری جلال‌الدین خوارزمشاه بدون مقاومت مهمی مراغه را تصرف کرد. در این زمان قسمتی از ویرانی‌های حمله مغول ترمیم شد.
پس از رفتن سلطان جلال‌الدین از آذربایجان، در اواخر سال ۶۲۸ هجری قمری قشون مغول دوباره مراغه را تصرف کردند.

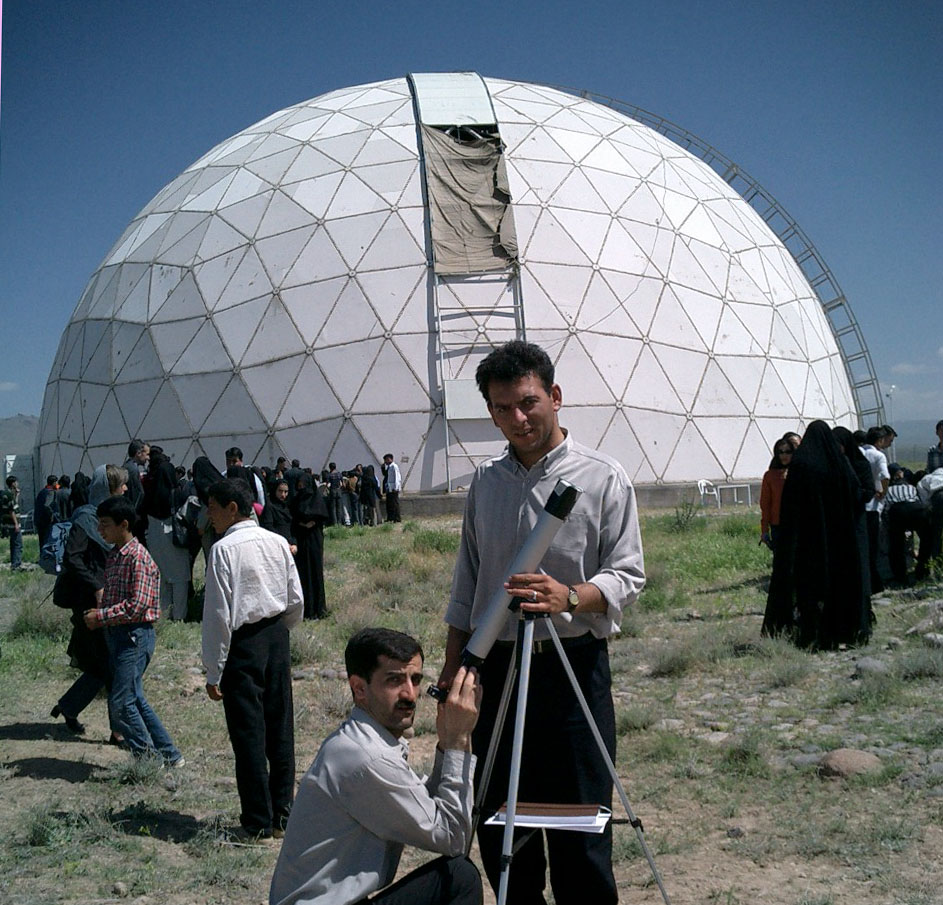
گنبد محافظی که روی بقایای رصدخانه مراغه بر فراز تپه رصد در سمت شمال غربی مراغه ساخته شده است. عکس، گرفته‌شده در جریان گذرش سیارهٔ ناهید در سال ۲۰۰۴م.

هلاکوخان
پس از مرگ چنگیزخان، متصرفات مغول بین فرزندانش تقسیم شد. در اواخر نیمه اول قرن هفتم یکی از نوادگان چنگیز به نام هلاکو فرماندهی اردوی غرب را به دست گرفت و بار دیگر به ایران حمله کرد. وی پس از تصرف نقاط شرقی ایران و قلع و قمع اسماعیلیان عازم بغداد شد. هلاکو بغداد را غارت کرد و با قتل مستعصم به خلافت عباسیان خاتمه بخشید.
سپس در تاریخ صفر ۶۵۶ هجری قمری به ایران بازگشت و در آذربایجان مستقر شد و مراغه را به سبب آب و هوای خنک و مراتع خرم، پایتخت خود قرار داد. اوج شهرت و آبادانی مراغه در این زمان است. به فرمان هلاکو دانشگاهی بزرگ، رصدخانه و سایر مراکز تحقیقات و علمی به دست خواجه نصیرالدین طوسی با همکاری چندین دانشمند و ستاره‌شناس دیگر تأسیس شد و دانش‌پژوهانی از اطراف و اکناف عالم جهت مطالعه به این شهر رو آوردند.
هلاکو در سال ۶۶۳ هجری قمری در اثر عارضه‌ای در گذشت و طبق آئین مغول به خاک سپرده شد.
خواجه نصیرالدین طوسی در آن واقعه می‌گوید:
| چون هلاکو ز مراغه به زمستان‌گه شد  |  | کرد تقدیر ازل نوبت او را آخر |
| سال بر ششصد و شصت و سه، شب یکشنبه |  | که شب نوزدهم بُد زربیع‌الثانی  |

با توجه به این که هلاکو بودایی و زن و مادرش مسیحی بودند، در این دوران مراغه و حوالی آن مرکز مسیحیت به‌شمار می‌رفته است. رومیان، ارامنه، نسطوریان، به ویژه دانشمندان و هنرمندان این فرق در مراغه گرد آمدند و کلیساهای متعددی ساخته شد.
شهر با دیواری بلند محصور بوده است که منسوب به دوران حکومت هلاکو است.
در قرن هشتم هجری که ایلخانان ضعیف شدند، حکومت به دست فئودال‌های مغول، چوپانیان و جلایریان افتاد.

### دوره قاجار
در اوایل این دوره، مراغه جزء ده شهر بزرگ و پرجمعیت ایران بوده است که شهرهای بناب، عجبشیر، ملکان، هشترود، میاندوآب (قوشاچای)، مهاباد (ساوجبلاغ)، تکاب، شاهین‌دژ، باروق و قره‌آغاج (چاراویماق) از توابع آن بوده‌اند. در این دوره اولین کارخانه اسلحه‌سازی ایران در مراغه دایر شده است.

### دوره پهلوی
مراغه اولین شهری در ایران بود که اصلاحات ارضی در آن انجام شد.

## مردم

### زبان
مردم مراغه آذری و به زبان ترکی آذربایجانی سخن میگویند. همچنین زبان ارمنی در بین اقلیت ارمنی ساکن مراغه رواج دارد.
حمدالله مستوفی در ۷۴۰ قمری در کتابش، نزهةالقلوب، زبان مردم شهر مراغه را «پهلوی مغیر» یا «پهلوی معرّب» نامیده که منظور همان زبان آذری است. اولیاء چلبی درنیمه دوم قرن یازدهم هجری نیز می‌گوید که «اکثر زنان مراغه به زبان پهلوی گفتگو می‌کنند»
دکتر محمدامین ریاحی خویی در رابطه با این سخن اولیاء چلبی می‌گوید: سخن او دربارهٔ زنان مراغه، فصل رسالهٔ انارجانی را «تواظعات اناث تبریز» به زبان کهن یاد می‌آورد و معلوم می‌شود که خانه نشینی زنان و دوری آن‌ها از اجتماع و بی‌نیازی آن‌ها از گفتگوهای دیوانی و بازاری سبب شده که طبعاً دگرگشتهای زبان در محاورات آن‌ها کمتر و دیرتر اثر بگذارد.

###### مراغی‌های رودبار الموت
پس از حملات عرب‌ها گروهی از مردم مراغه در حدود هزار سال پیش از آن شهر کوچیده و به منطقه رودبار الموت رفتند. این کوچندگان امروز نیز به نام مراغی‌ها نامیده می‌شوند و در ۷–۸ روستای رودبار الموت سکونت دارند و به گویش مراغی که از گویش‌های زبان تاتی است، سخن می‌گویند. مراغیان، مانند سایر ساکنان منطقه به صورت رسمی شیعه شناخته می‌شوند اما به نظر می‌رسد به آیین زرتشتی و نیز اسماعیلیه مقید هستند. حمدالله مستوفی در نزهةالقلوب می‌نویسد: «مراغیان را به مزدکی نسبت کنند، و چون اشخاص باسواد در میان مراغی‌ها نایاب است و در کتمان طریقهٔ خود مُصرند و هیچ‌گاه میل ندارند دیگران به راه رسم و عقیدهٔ آن‌ها آگاه شونده از این رو نمی‌توان به حقیقت معتقدات آن‌ها آگاهی یافت.»
احسان یارشاطر زبان مراغی را بازماندهٔ زبان مادها می‌داند و چنین توصیفش می‌کند: «زبان مراغی، مانند برخی از لهجه‌های تاتی طارم علیا (هزار رودی و نوکیانی) و اشهاردی و چلی (در رامند) و کرنی و کرلقی (در خلخال) زبانی نسبتاً محافظه‌کار است و بسیاری از خصوصیات کهن‌تر لهجه‌های مادی را حفظ کرده است.»

### دین
اکثریت قریب به اتفاق مردم مراغه مسلمان و دارای مذهب شیعه هستند. اقلیتی از سایر ادیان از قبیل چند خانوادهٔ ارمنی نیز در آن ساکن هستند.
ارامنه
در زمانی که مراغه به عنوان پایتخت انتخاب شده بود از آنجا که مادر هلاکو مسیحی بود، مسیحیان از امتیازات خاصی برخوردار بودند؛ رومیان، ارامنه و نسطوریان از اطراف و اکناف در این شهرگرد آمدند و کلیساهای متعدد ساخته شد. در آن زمان خلیفهٔ ارامنه در این شهر سکونت داشته است.
غازان خان در زمان حکومتش فرمان قبول اسلام و تخریب کلیساها، معابد یهود و بودایی و آتشکده‌های زرتشتی را صادر می‌کند. این فرمان در مراغه نیز به شدت تعقیب می‌شود و به مرور زمان از تعداد ارامنه در این منطقه کاسته می‌شود.
در ادوار گذشته و در اثر حملات کردها و هم‌زمان با مهاجرت بزرگ ارامنه ایران در سال ۱۸۲۸ میلادی تعداد ۷۰۰ خانوار ارمنی از این شهر و روستاهای اطراف به قفقاز مهاجرت کردند و تعداد زیادی از دهات ارمنی‌نشین خالی از سکنه شد. اینان در دهکده‌ای که در قره‌باغ ایجاد و به مناسبت خاستگاه‌شان مراغه نام‌گذاری شده بود ساکن شدند.
بعد از وقایع شهریور ماه سال ۱۳۲۰ و وقایع سال ۱۳۲۴ نیز تعداد زیادی از ارامنه به اتحاد جماهیر شوروی مهاجرت کردند.

### جمعیت
طبق سرشماری عمومی نفوس و مسکن سال ۱۳۹۰ برآورد جمعیت مراغه در نقاط شهری، برابر ۱۶۳۸۵۹ نفر، با۱۲۵۲۸۳ مرد و ۱۲۲۳۹۸ زن بوده است. بر اساس سرشماری سال ۱۳۹۵ جمعیت شهر مراغه به بیش از ۱۷۵ هزار نفر افزایش یافته است.
| مردان | سن    | زنان  |
| ----- | ----- | ----- |
| ۷۲۹   | ۸۰+   | ۷۷۱   |
| ۸۸۴   | ۷۵–۷۹ | ۸۸۵   |
| ۱٬۴۱۱ | ۷۰–۷۴ | ۱٬۴۰۲ |
| ۱٬۵۴۱ | ۶۵–۶۹ | ۱٬۶۲۴ |
| ۱٬۸۸۹ | ۶۰–۶۴ | ۱٬۹۳۷ |
| ۲٬۲۰۰ | ۵۵–۵۹ | ۲٬۲۷۸ |
| ۳٬۲۹۸ | ۵۰–۵۴ | ۳٬۱۲۴ |
| ۴٬۴۸۰ | ۴۵–۴۹ | ۴٬۱۳۴ |
| ۴٬۸۹۵ | ۴۰–۴۴ | ۴٬۹۹۲ |
| ۵٬۶۳۳ | ۳۵–۳۹ | ۵٬۷۵۴ |
| ۵٬۹۰۲ | ۳۰–۳۴ | ۶٬۱۵۵ |
| ۷٬۳۶۵ | ۲۵–۲۹ | ۷٬۵۸۶ |
| ۹٬۴۲۶ | ۲۰–۲۴ | ۹٬۷۴۲ |
| ۹٬۸۶۶ | ۱۵–۱۹ | ۹٬۲۱۸ |
| ۶٬۳۲۹ | ۱۰–۱۴ | ۶٬۰۵۶ |
| ۵٬۲۸۴ | ۵–۹   | ۴٬۹۱۴ |
| ۵٬۱۰۸ | ۰–۴   | ۴٬۶۷۴ |

## جغرافیا

### موقعیت
مراغه در جنوب غربی استان آذربایجان شرقی، در مشرق دریاچه ارومیه و بر دامنه جنوبی کوه سهند قرار گرفته و از شمال به شهرستان تبریز، از شرق به شهرستان هشترود، از جنوب به شهرستان باروق و از غرب به شهرستان بناب دریاچه ارومیه محدود است.

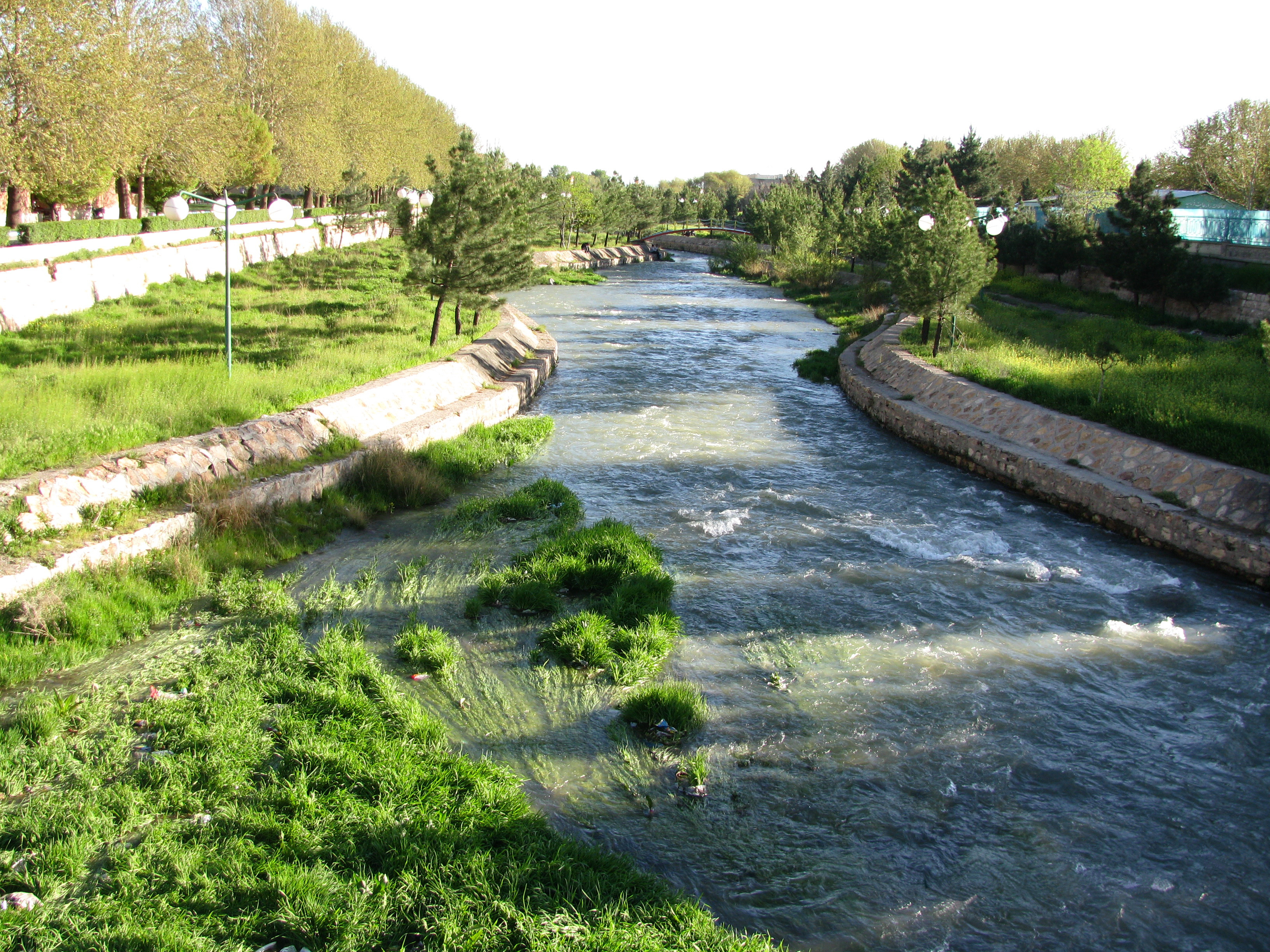
صوفی‌چای.

### آب و هوا
آب و هوای مراغه معتدل متمایل به سرد و نسبتاً مرطوب است. بیشینهٔ دمای این شهر در تابستان‌ها حدود ۳۵ درجهٔ سانتی‌گراد بالای صفر و کمینهٔ آن در زمستان‌ها حدود ۲۰ درجه سانتی‌گراد زیر صفر است؛ همچنین میزان بارش سالانه در مراغه حدود ۳۳۰ میلی‌متر و ایام یخبندان آن، حدود ۱۱۴۱ روز در سال است. به‌جهت قرارگرفتن این شهر در دامنهٔ جنوبی سهند، رودخانه‌هایی نظیر صوفی‌چای و مردق‌چای که از این کوهستان سرچشمه می‌گیرند، از داخل مراغه عبور کرده و در رونق و آبادانی شهر تأثیر به‌سزایی داشته‌اند.

### بارندگی
بارش برف در این شهر معمولاً از دی ماه شروع و تا اواسط اسفند ماه ادامه دارد. بارش باران‌های بهاری که در اصطلاح محلی به «نِیسان» مشهور است از اوایل فروردین ماه شروع شده و تا اواسط اردیبهشت ماه، ادامه می‌یابد.
| آب و هوای مراغه                         | آب و هوای مراغه | آب و هوای مراغه | آب و هوای مراغه | آب و هوای مراغه | آب و هوای مراغه | آب و هوای مراغه | آب و هوای مراغه | آب و هوای مراغه | آب و هوای مراغه | آب و هوای مراغه | آب و هوای مراغه | آب و هوای مراغه | آب و هوای مراغه |
|                                         | ژانویه          | فوریه           | مارس            | آوریل           | مـــــه         | ژوئـن           | ژوئیـه          | اوت             | سپتامبر         | اکتبـر          | نوامبر          | دسامبر          | سـال            |
| --------------------------------------- | --------------- | --------------- | --------------- | --------------- | --------------- | --------------- | --------------- | --------------- | --------------- | --------------- | --------------- | --------------- | --------------- |
| گرم‌ترین C°                              | ۱۶٫۲            | ۱۷٫۴            | ۲۵٫۰            | ۲۹٫۸            | ۳۳٫۰            | ۳۷٫۴            | ۳۹٫۲            | ۳۹٫۸            | ۳۶٫۶            | ۳۰٫۲            | ۲۳٫۵            | ۲۰٫۴            | ۳۹٫۸            |
| میانگین گرم‌ترین‌ها C°                    | ۳٫۵             | ۵٫۰             | ۱۰٫۱            | ۱۷٫۰            | ۲۲٫۵            | ۲۸٫۹            | ۳۲٫۹            | ۳۲٫۶            | ۲۸٫۱            | ۲۰٫۶            | ۱۲٫۲            | ۵٫۹             | ۱۸٫۳            |
| میانگین سردترین‌ها C°                    | -۳٫۷            | -۲٫۹            | ۰٫۹             | ۶٫۴             | ۱۰٫۵            | ۱۵٫۵            | ۱۹٫۸            | ۱۹٫۳            | ۱۴٫۵            | ۹٫۰             | ۳٫۳             | -۱٫۳            | ۷٫۶             |
| سردترین C°                              | -۱۵٫۶           | -۱۶٫۸           | -۱۶٫۴           | -۵٫۴            | ۱٫۰             | ۸٫۰             | ۱۱٫۰            | ۱۱٫۶            | ۵٫۴             | -۰٫۶            | -۸٫۴            | -۱۴٫۲           | -۱۶٫۸           |
| بارش mm                                 | ۳۱٫۰            | ۲۸٫۴            | ۴۹٫۷            | ۶۴٫۶            | ۳۴٫۰            | ۷٫۹             | ۲٫۶             | ۱٫۶             | ۲٫۷             | ۱۹٫۴            | ۴۴٫۵            | ۳۶٫۰            | ۳۲۲٫۴           |
| منبع: سازمان هواشناسی ایران (۱۹۸۳–۲۰۰۵) |                 |                 |                 |                 |                 |                 |                 |                 |                 |                 |                 |                 |                 |

### ناهمواری‌ها

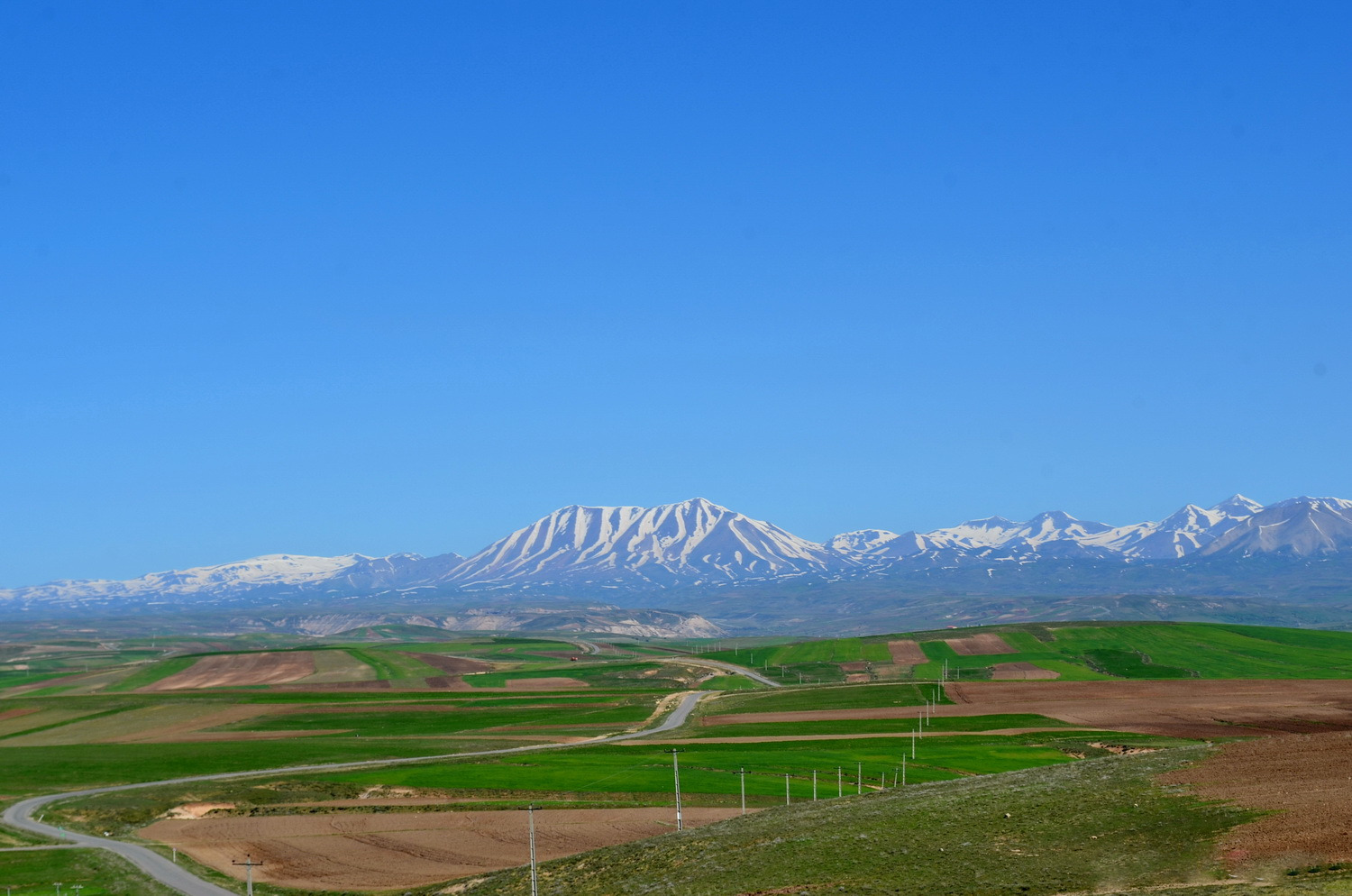
کوه سهند مراغه

به‌طور کلی شهرستان مراغه متشکل از دو ناحیهٔ کوهستانی و جلگه‌ای است که از شمال به جنوب و از شرق به غرب تا سواحل دریاچه ارومیه و جلگه میاندوآب از ارتفاع کوه‌ها کاسته می‌شود.
ارتفاعات سهند در شمال، مندیل‌بسر و سرگونی در جنوب شرقی، قوزلجه در شمال غربی و قره‌قشون در جنوب غربی از ارتفاعات مهم اطراف این شهر هستند.

### منطقه فسیلی
در میانهٔ قرن ۱۹ میلادی لایه‌هایی فسیلی در خاک مراغه کشف شد؛ اولین بار در سال ۱۸۴۰ یک مأمور شوروی به نام «خانیکوف» که به عنوان کنسول دولت روس در تبریز مقیم بود مقادیری استخوان و فسیل کشف کرد. از سال ۱۹۷۴ تا ۱۹۷۶ تیمی مشترک از موزه تاریخ طبیعی لس آنجلس و موزه ملی تاریخ طبیعی آمریکا اقدام به حفاری و مطالعه در منطقه کردند. قدمت این لایه‌ها ۱۱ تا ۵ میلیون سال پیش (اواخر میوسن تا اوایل پلیوسن) دانسته شده است.
در گذشته محققان و کارشناسان مختلفی از کشورهای اتریش، انگلیس، آمریکا، فرانسه و در سال‌های اخیر از کشورهای فنلاند، چین و ژاپن مطالعاتی بر روی فسیل‌های منطقه انجام داده‌اند.
این منطقه با فسیل‌هایی به قدمت هفت میلیون سال به عنوان نخستین اثر ملی، طبیعی و فسیلی ایران شناخته می‌شود.

## ساختار شهری
مراغه شهری زیباست که در امتداد یک دره سرسبز کشیده شده است که آن را کوه‌ها و تپه‌ماهورهایی چند احاطه کرده‌اند.

## مکان‌های دیدنی

### آثار تاریخی
مراغه به لحاظ بافت غنی تاریخی و فرهنگی، با بیش از ۳۰۰ اثر ثبت شده ملی، جزء ۱۰ شهر برتر کشور محسوب می‌شود.

### مزارهای پنجگانه
این پنج بنای متعلق به قرن‌های ۶ تا ۸ هجری، برجسته‌ترین بقاع واقع در این شهر هستند:

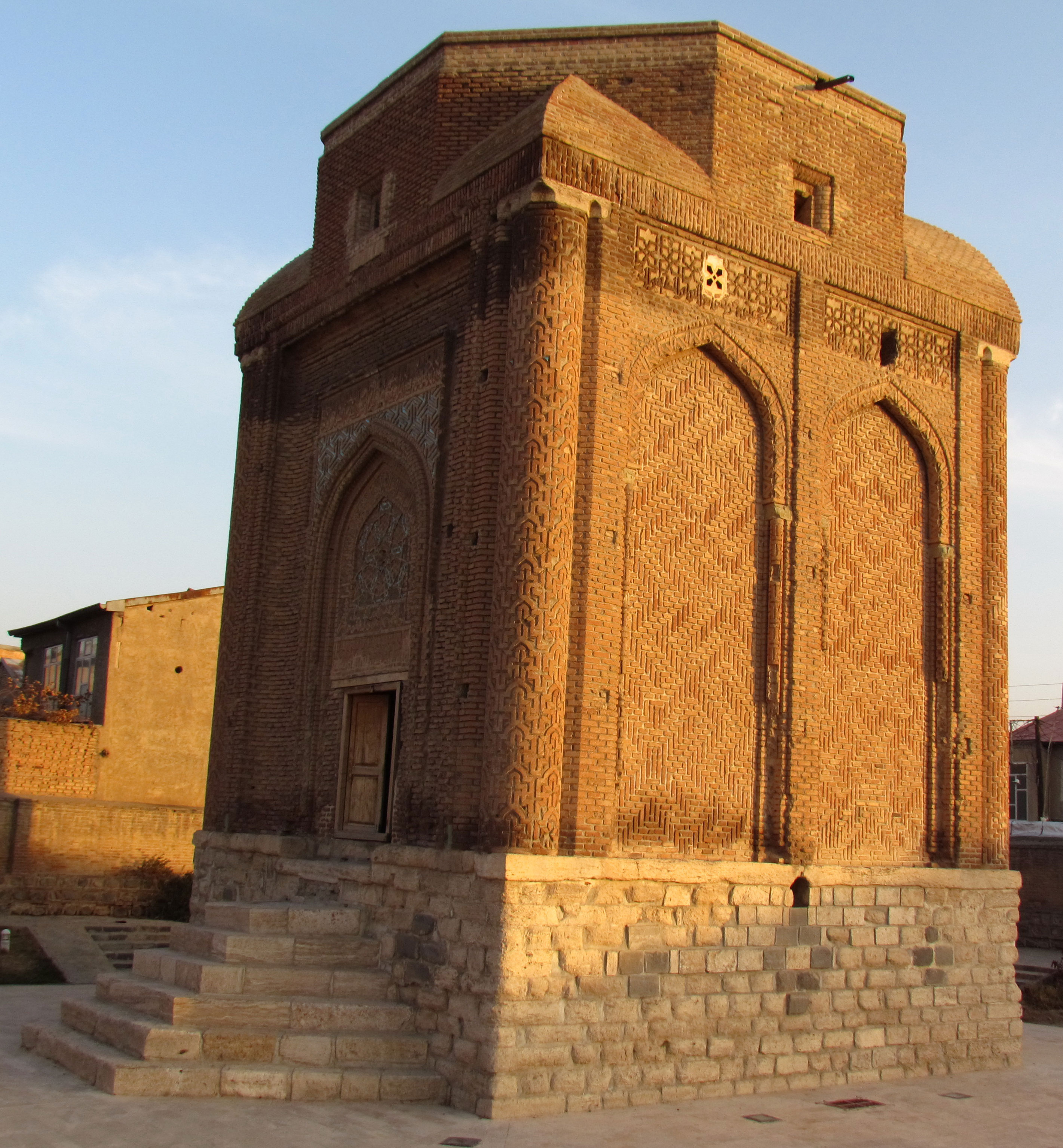
«گنبد سرخ» یکی از بهترین نمونه‌های بناهای آجری ایران است.

معبد مهر که باید آن را در ردیف یکی از نخستین سکونتگاه‌ها و معابد بشر پیش از تاریخ محسوب کرد از تاریخ ناگفته مراغه حکایت دارد. این معبد در زیر یک گورستان تاریخی قرار داردو با خاک‌برداری، بخش‌هایی از آن، خود را نمایان کرده، اما همچنان بخش عمده‌ای ازآن در زیر خاک قرار دارد.

### گنبد سرخ
در بین پنج بقعهٔ واقع در مراغه قدیمی‌ترین است که در آذربایجان بیشتر به گنبد قرمز مشهور است. تاریخ احداث بنا ۱۵ شوال ۵۲۵ هجری قمری است و در جنوب غربی شهر واقع شده است.

### برج مدور
احداث این بنا در تاریخ رجب ۵۶۳ هجری قمری به پایان رسیده است. این بنای مدور که از گنبد و سقف آن چیزی بر جا نمانده است در کنار گنبد کبود قرار دارد.

### گنبد کبود
در فاصلهٔ حدود ۱۰ متری برج مدور بنایی به شکل منشور ده‌وجهی وجود دارد که مردم محلی آن را «قبر مادر هلاکو» یا «گؤی برج» (به معنای «برج کبود») می‌نامند. البته با توجه به کتیبه‌های حک شده بر بنا که آیاتی از قرآن در آنها به چشم می‌خورد ادعای نسبت این بنا با مادر مسیحی هلاکو مردود است.

### گنبد غفاریه
تاریخ احداث این مقبره در فاصله سال‌های ۷۲۵ تا ۷۲۸ هجری قمری است. این بنای مربعی شکل در شمال غربی شهر و در کنار رودخانه صوفی قرار دارد.

### گوی برج
این بنا در محلهٔ اتابک، کوچهٔ سبزیچی‌ها قرار داشت که در طول سال‌های ۱۳۱۵–۱۳۱۶ هجری شمسی به کلی ویران شد و امروزه اثری از این بنای مدور وجود ندارد.

### رصدخانه
پس از انتخاب مراغه به عنوان پایتخت از سوی هلاکو، به تقاضای خواجه نصیرالدین طوسی موجبات ایجاد رصدخانه‌ای بر تپه‌ای در شمال غرب شهر فراهم شد. خواجه اقدام به تأسیس این رصدخانه کرد و زیج ایلخانی را در این رصدخانه تدوین نمود. همچنین دانشمندانی را از اطراف و اکناف به مراغه دعوت کرد و با همکاری آنان مرکزی علمی تشکیل داد.

### آرامگاه اوحدی
مقبرهٔ رکن‌الدین ابوالحسن مراغی در باغی متعلق به فرقه‌ای از اهل حق مراغه قرار دارد. این مقبره در سال ۱۳۵۲ تجدید بنا شد، این عملیات شامل ساخت گنبدی از بتون آرمه (سنگ مقبره قبلی به موزهٔ آرامگاه منتقل شده است)، محوطه‌سازی و ساخت کتابخانه بود.
در جوار این آرامگاه، مقبرهٔ دیگری متعلق به پیری به نام سرخوش بیگ وجود دارد که در هم‌زمان با اوحدی می‌زیسته است. این مقبره مورد احترام و زیارت‌گاه دسته‌ای از مریدان علی بن ابیطالب به نام گوران‌ها می‌باشد.

### معبد مهر مراغه
این بنای تاریخی را متعلق به دورهٔ اشکانی و جایی می‌دانند که آیین مهرپرستی در آن اجرا می‌شد. اهالی منطقه این محوطه را با نام‌هایی مانند «امامزاده معصوم مراغه‌ای»، «خانقاه»، «اجاق» و «اولیاء» نامیده‌اند و مناطقی مانند «معبد»، «قبرستان»، «اصطبل»، «چله خانه» و یک محوطهٔ تاریخی دارد که به‌نظر می‌رسد قبرستانی مربوط به عصر آهن است. معبد «مهر» نیایشگاه زیرزمینی و محل پرستش خورشید و برگزاری آیین مهرپرستی در جنوب روستای ورجوی مراغه به صورت زیرزمینی و صخره‌ای بنا شده است. پیروان آیین مهر، آن را با تراشیدن قطعه سنگی عظیم از جنس شیست با دهانه‌ای به عرض ۵٫۴ متر به وجود آورده‌اند. این بنا را از نظر حجم کار و دقت هنرمندانی که در امر حجاری آن دخیل بوده‌اند می‌توان جزء نمونه‌های ارزنده ستایشگاه‌های کهن دانست. با توجه به این که مشخصه معماری صخره‌ای تا دوران هخامنشی سطوح مسطح و راست گوشه بدون خطوط منحنی چه در درگاه‌ها و چه در پوشش سقف‌ها می‌باشد و در واقع این همان نکته‌ای است که ما را به پیشینهٔ معبد مهرورجوی و به دورهٔ اشکانی راهنمایی می‌نماید. این مجموعه باستانی شامل قبرستان، معبد و یک محوطه تاریخی می‌باشد.
مراغه شهری که روزگاری مرکز اسکان تمدن‌های بزرگ انسانی بوده و اکنون فراموش شده میراث داران ایشان است. برای آشنایی با تاریخ مراغه نمی‌توان از آثار بسیار کهن مهرابه‌های مراغه به سادگی گذشت. مهرابه‌ها نیایشگاه‌های مهرپرستان در دنیای باستان بوده است. مهرپرستی دینی ایرانی بوده که پرستش خورشید از اجزای اصلی آن به‌شمار می‌رفته است. دینی که از ایران در دوره‌ای نیز به اروپای غربی رخنه کرد. اما اکنون از مهرابه‌های کهن در این شهر تنها معبد مهر و معابد (غارهای) اطراف رصدخانه مراغه به یادگار مانده است و بس. گرچه اکنون از معبد مهرجز نامی و نشانی دیگر چیزی باقی نمانده؛ اما کماکان نشان از تاریخچه بسیار غنی این سرزمین تاریخی دارد. مهر یا میترا خدایی بوده که پرستش او در غرب تا شمال انگلستان و در شرق تا هند، هزاران سال رواج داشته است و هنوز هم مورد احترام زرتشتیان است. پیروان مهر او را فرشته مهر و دوستی و عهد و پیمان و مظهر فروغ و روشنایی می‌پنداشته‌اند. آنها بر این عقیده بودند که مهر در غاری متولد شده است از این‌رو هر جا غاری می‌یافتند، در آن به پرستش و نیایش مهر می‌پرداختند و آن مکان را «مهرابه» می‌گفتند.

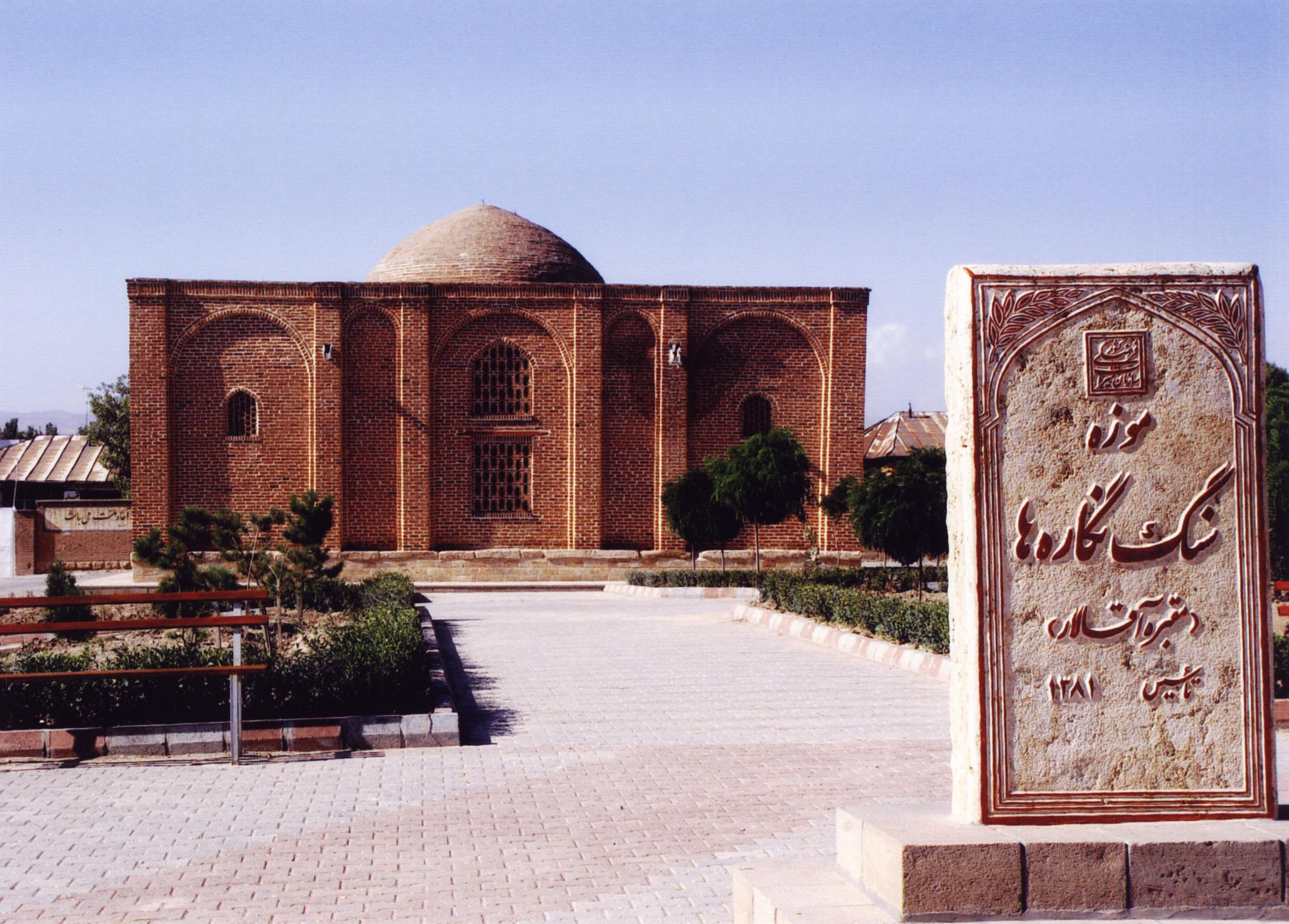
موزه سنگ‌نگاره‌ها

### قیزلار قلعه‌سی
قلعه قیزلار قلعه‌سی مربوط به هزاره ۱- دوران‌های تاریخی پس از اسلام است و در شهرستان مراغه، بخش مرکزی، روستای قره ناز واقع شده و این اثر در تاریخ ۲۳ شهریور ۱۳۸۲ با شمارهٔ ثبت ۱۰۲۰۵ به‌عنوان یکی از آثار ملی ایران به ثبت رسیده است.

### دیگر آثار تاریخی
از دیگر آثار تاریخی شهر مراغه می‌توان تپه قلعه جمال‌آباد و محوطه سئودلی‌قلعه و موزه سنگ‌نگاره‌ها را نام برد.

## جاذبه‌های طبیعی
کوه سهند قلهٔ جام و سهند، که به ترتیب دومین و سومین قلل بلند سهند می‌باشند در ۴۰ کیلومتری شمال مراغه قرار گرفته است؛ که سالانه عده زیادی برای فتح این قلل زیبا راهی مراغه می‌شوند

### آب‌های معدنی

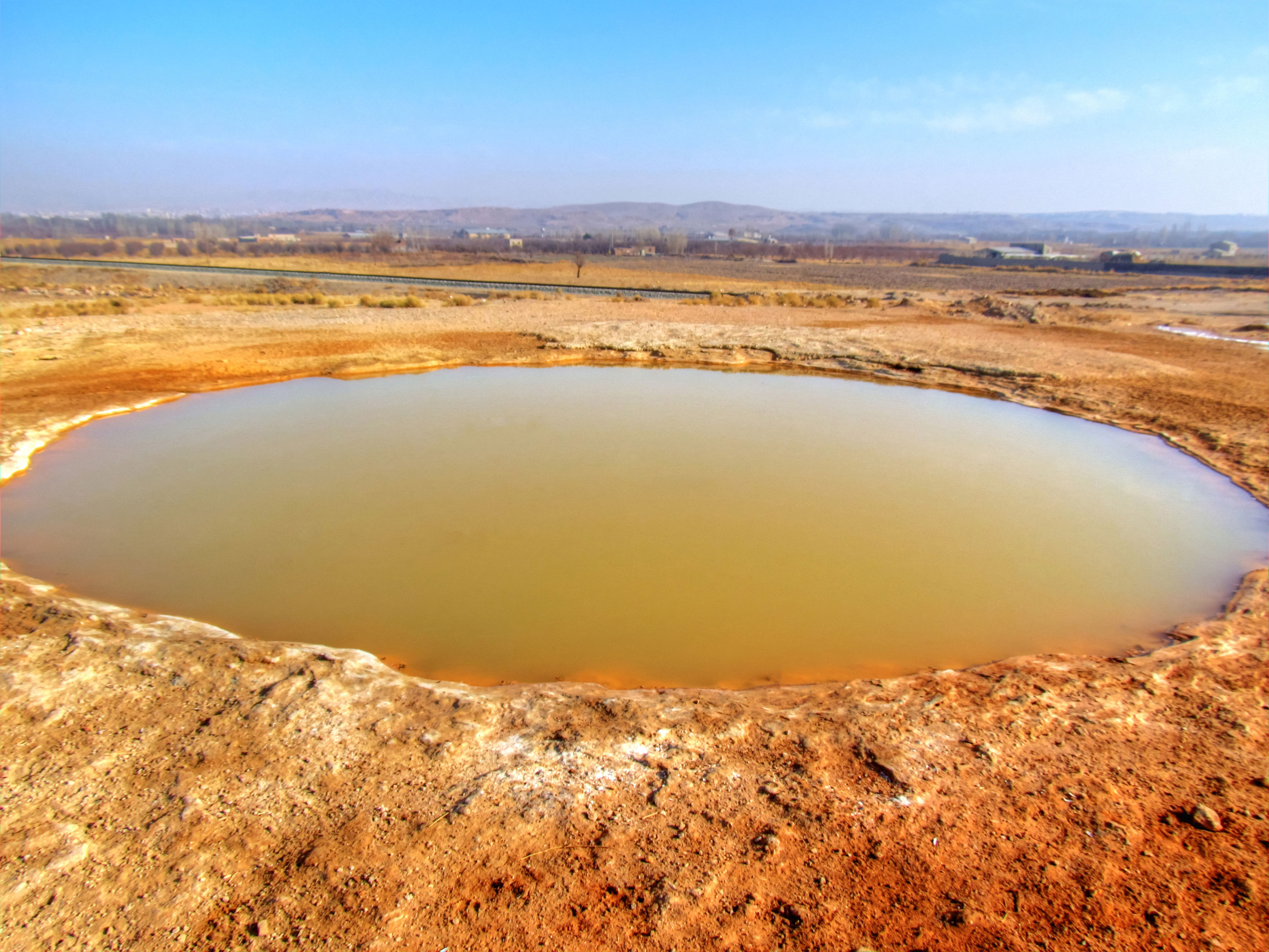
چشمهٔ ساری سو

در اطراف شهر مراغه و در مناطق روستایی آب‌های گرم و سرد معدنی وجود دارند که مشهورترین آن‌ها بدین شرح‌اند:

### شور سو(آب شور)
در جنوب مراغه و در روستای ورجوی واقع است. آب این چشمه دارای مقدار فراوان گاز کربنیک است.
شور سو چایباغی (آب شور) این چشمه در حدود ۷٫۵ کیلومتری جنوب مراغه و در نزدیکی دهکدهٔ زیبای چایباغی واقع شده است در این ناحیه دره‌ای شرقی – غربی وجود دارد و رودخانه چکان پس از عبور از روستاهای تازه کند سفلی و علیا خود را به جوار شور سو رسانده و به طرف مغرب جریان می‌یابد. چشمهٔ آب معدنی شور در قسمت شمالی و کمی بالاتر از رودخانه قرار گرفته است. آب و گاز از قسمت شمالی این حوضچه خارج می‌شود و در قسمت غربی حوضچه مجرایی وجود دارد که زیادی آب حوضچه از آن خارج می‌شود و بر رودخانه می‌ریزد. آبده این چشمه در حدود دو لیتر در ثانیه است در آب این چشمه گاز کربنیک به مقدار فراوان یافت می‌شود و چون آب حوضچه را به هم بزنند در اثر گاز کربنیک سفید رنگ به‌نظر می‌رسد. در چند متری شرقی چشمه آب شور مظهر وجود دارد و آب و گاز از شکاف سنگ خارج و مستقیماً بر رودخانه جریان می‌یابد؛ و این آب در ردیف آب‌های معدنی بیکربناته کلسیک و منیزین گازدار و آهن‌دار سرد است. آب این چشمه معدنی، به‌طور معجزه آسایی، درمان بیشتر بیماری‌های پوستی از جمله حساسیت‌های مخملی و… بیماری‌های رماتیسم، زانو درد، همچنین آرام‌بخش بسیاری ار بیماری‌های روانی و افسردگی محسوب می‌شود و بلاک ایوب فارابی اصل زیبایی‌های مراغه

### چشمه گشایش
چشمه‌های معدنی دره گشایش علاوه بر طبیعت دیدنی آن به علت خواص شفابخشی که در مورد برخی امراض دارد به جاذبه‌ای درمانی برای بهره‌مندی گردشگران از خواص این آب‌ها تبدیل شده است.
چشمه‌های آب معدنی از موهبت‌ها و پدیده‌های طبیعی است که می‌توان از آنها در زمینه درمان جسم و از فضاهای طبیعی پیرامون آنها برای سلامت روان استفاده کرد.
آب این چشمه‌ها از لابلای صخره‌های سنگی این دره و از کف رودخانه با فشار خارج شده و به رودخانه مردق‌چای می‌ریزد و از دیرباز ساکنان منطقه از این آب‌ها برای درمان بعضی بیماری‌ها به ویژه پوستی استفاده می‌کنند.
هم‌اکنون شهرت درمانی این آب‌ها از منطقه مراغه فراتر رفته و گردشگران و علاقه‌مندان به طب سنتی، از آن استقبال زیادی می‌کنند به طوری که روز به روز بر اهمیت و ارزش آن در بین گردشگران افزوده می‌شود.
دره گشایش در حد فاصل روستاهای گشایش و امیر واقع شده و کوه‌های سر به فلک کشیده صخره‌ای، آن را به آغوش کشیده‌اند.
طول این دره حدود شش کیلومتر بوده و رودخانه خروشان، چشمه‌های معدنی و مناظر بکر طبیعی و دیدنی، آذین بخش طول مسیر این دره است.
وجود باغات و مزارع سرسبز پوشیده از درختان میوه در ابتدا و انتهای دره گشایش منظره‌ای دیدنی را برای گردشگران به تصویر می‌کشد و از دیرباز تاکنون این دره در بهار و تابستان با دامنی گسترده از گل‌های رنگارنگ، صدای چهچهه پرندگان وحشی و بوی علوفه‌های معطر از علاقه‌مندان به طبیعت استقبال می‌کند.

### ساری‌سو
ساری‌سو (آب زرد) چشمهٔ معدنی ساری سو در چهار کیلومتری مراغه و در سه کیلومتری شمال غربی آبادی ورجوی در مسیر راه آبادی خانقاه بالای تپه‌ای در مختصات ذکر شده قرار گرفته است این چشمه بقدری زیباست که هر بیننده در اولین نگاه به عظمت خالقش انگشت حیرت بر دهن می‌گذارد بتازگی مسیر راه‌آهن مراغه به ارومیه از ۵۰متری این چشمه عبور کرده است.
در ۴ کیلومتری جنوب مراغه و در مسیر روستای ورجوی قرار دارد.

### قره پالچیق
قره پالچیق (سیاه گِل) آب معدنی قره پالچیق در دامنه کوه سنجان قرار گرفته است این چشمه در فصل تابستان جهت استحمام مورد استفاده اهالی آبادی‌های اطراف و شهر مراغه قرار می‌گیرد طبق تعریف مردم آب این چشمه دارای خواص طبی می‌باشند. وقتی از سربالاییهای دامنه کوه سینجان عبور می‌کنی تا به این چشمه برسی ظاهراً محال می‌بینی که اون بالا ابی وجود داشته باشه وقتی به استخر چشمه می‌رسی باز هم در مقابل عظمت خداوند خلاق سر تعظیم فرود می‌آوری

### ایستی بلاغ
ایستی بلاغ (چشمه گرم) این چشمه به‌طوری‌که از اسمش پیداست دارای آب گرم و خواص درمانی و املاح معدنی می‌باشد این چشمه در۴ کیلومتری شرق مراغه و ۴۰۰ متری غرب روستای تازکند سفلی قرار گرفته است این چشمه در اطراف خود انشعاباتی دارد که هر کدامشان مستقل می‌باشد باز شرح این چشمه در زیباییهای روستای تازه کند سفلی آورده شده است درمان بیشتر بیماری‌های پوستی از جمله حساسیت‌های مخملی و… بیماریهای رماتیسم، زانو درد، همچنین آرام بخش بسیاری ار بیماری‌های روانی و افسردگی محسوب می‌شود.

### چشمه سنگ صفرا
چشمه‌ای نشأت گرفته از باغ‌های زیبای مراغه که اکنون در محدوده شهری واقع شده است. جاده دسترسی به این چشمه در شهر مراغه، در کمربندی شمالی، پائین‌تر از میدان استاد کریمی، کوی الهیه واقع است که بعد از طی مسافتی حدود ۹۰۰ متر با اتومبیل و ۸۰ متر پیاده‌روی، چشمه‌ای را مشاهده می‌کنید که دمای آن ۷ درجهٔ سانتی گراد است و درون آب آن هیچگونه موجود زنده (تک‌سلولی، جلبک و …) و میکروسکوپی به چشم نمی‌خورد و در محل خروج آب نیز هیچ گیاه و جلبکی وجود ندارد. آب این چشمه برای از بین بردن سنگ کیسه صفرا مفید است.

## پتانسیل‌های ورزشی
شهرستان مراغه با دارا بودن آب و هوای عالی و پتانسیل‌های ورزشی فراوان، در زمرهٔ بهترین شهرهای ایران برای برگزاری اردوهای باشگاهی و تیم‌های ملی می‌باشد این شهرستان با همت مردم و مسئولین شهرداری و اداره ورزش و جوانان توانسته در سال‌های اخیر با ایجاد مراکز ورزشی همچون پیست قایق‌رانی آب‌های خروشان، پیست کانوپولو، پیست باشگاه اسب سواری ایلخی مراغه، ایجاد استخرهای شنا و سالن‌های سرپوشیده و همچنین ساخت ورزشگاه پنج هزار نفری مراغه (در حال ساخت) و برگزاری انواع مسابقات آزاد تیراندازی با کمان کشور مسابقات تنیس روی میز استان آذربایجان شرقی و… بستر مناسبی را برای میزبانی هرچه بهتر مسابقات در سطح منطقه‌ای، کشوری و جهانی و آرامش خاطری را برای برگزاری اردوهای تیم‌های باشگاهی و ملی ایجاد کند.
شهردار مراغه در گفتگو با پایگاه اطلاع‌رسانی رصد مراغه: شهرستان ویژه مراغه آماده پذیرایی از تیم‌هایی سایر استان‌ها و آماده برگزاری تورنمنت‌های چند جانبه بین‌المللی با کشورهای همسایه می‌باشد و در تلاش هستیم تا در ماه‌های آینده شاهد برگزاری مسابقات جهانی و بین‌المللی در مراغه باشیم.

## آموزش

### پیشینه
همان‌طور که اشاره شد، مراغه مدت‌ها مرکز تجمع علما و دانشمندان بوده است. حضور دانشمندان بزرگ در مراغه نشان از آن دارد که این شهر در زمان سلجوقیان به ویژه قرن ششم هجری موقعیت علمی ویژه‌ای داشته است. از جمله شخصیت‌های نامدار علمی که در این شهر اقامت داشته‌اند می‌توان دانشمندانی چون خواجه نصیرالدین توسی، شیخ شهاب الدین سهروردی، مجدالدین جیلی، امام فخر رازی، سموئل بن یحیی بن عباس مغربی، ابن عبری و مجدالدین محمد ابن خلیفه بن سیواسی رومی را یاد کرد.

### مدارس تاریخی
مدرسه احمدک
این مدرسه پیش از سال ۵۲۹ دایر بوده است و گویا خلیفه مسترشد را در آن دفن کرده‌اند.
مدرسه عزیه
مدرسه عزیه یا مدرسه قاضی را منسوب به عزالدین بک ارسلان آبه مراغی (مقتول به ۶۵۵) از امرا سلطان محمد بن محمود بن محمد سلوقی، که بانی مدرسه بوده است می‌دانند. به احتمال زیاد این مدرسه جایگاه معتبری در زمینهٔ پژوهش‌های علمی بوده و سال‌های درازی بر پا بوده است. چنان‌که بنا به نوشتهٔ ابن الغوطی، مویدالدین در دوران اقامت خود در مراغه، در این مدرسه اقامت داشته است.
آنچه که به اسم مثلث پاسکال معروف است در شش قرن قبل از او توسط ریاضیدان، المغربی، از کرجی، ریاضیدان معروف که در اواخر قرن چهارم هجری متولد شده است استنتاج شده است که در نتیجه کشف این مثلث توسط کرجی است که شش قرن از پاسکال قدیمی تر بوده است. این ریاضیدان معروف قرن ششم که جدول مزبور را در کتاب خود نقل کرده در طول سال ۵۷۵ هجری (۱۱۸۰ میلادی) در مراغه درگذشته است؛ بنابراین می‌توان گفت که احتمال دارد او نیز در مدرسهٔ عزیه مشغول بوده است.
همچنین این مدرسه را به قاضی کمال الدین محمد قزوینی نسبت می‌دهند.
مدرسه اتابکیه
این مدرسه یکی دیگر از مدارس معروف مراغه در آن دوران بوده که کمال الدین قزوینی یکی از مدرسین آن بوده است.
مدرسه محییه
بنای مدرسه واقع در بازار مراغه و متعلق به پیش از سال ۶۰۷ و به محیی الدین ابوحامد یحیی بن صدرالدین نسبت داده شده است.
مدرسه سیواسی
این مدرسه برای مجدالدین محمد بن خلیفه بن الب ارسلان سیواسی مدرسه‌ای (پس از ۶۸۰) در مراغه دایر بوده است.
در کتاب علما النظامیات (ص ۱۲۴) علاوه بر دو مدرسه فوق به یک مدرسهٔ دیگر نیز اشاره شده و آمده است که فخرالدین ابومسعود منصور بن محمد کازرونی طبیب هنگام ورود به مراغه در سال ۶۶۴ در مدرسه‌ای فرود آمد.

### مدارس امروزی
نخستین مدرسه به سبک نوین در مراغه در تاریخ ۱۲ شوال ۱۳۲۴ هجری قمری با نام «مدرسه سعدیه» تأسیس شد. محمدعلی خویی معروف به ضیاءالحکما، یکی از خیرین ساکن مراغه بانی این مدرسه بود.

### دانشگاه‌ها
- دانشگاه مراغه
- دانشکده علوم پزشکی مراغه
- دانشگاه آزاد اسلامی واحد مراغه
- دانشگاه پیام نور مرکز مراغه
- مؤسسه آموزش عالی صنعتی مراغه
- مرکز آموزش علمی–کاربردی مراغه

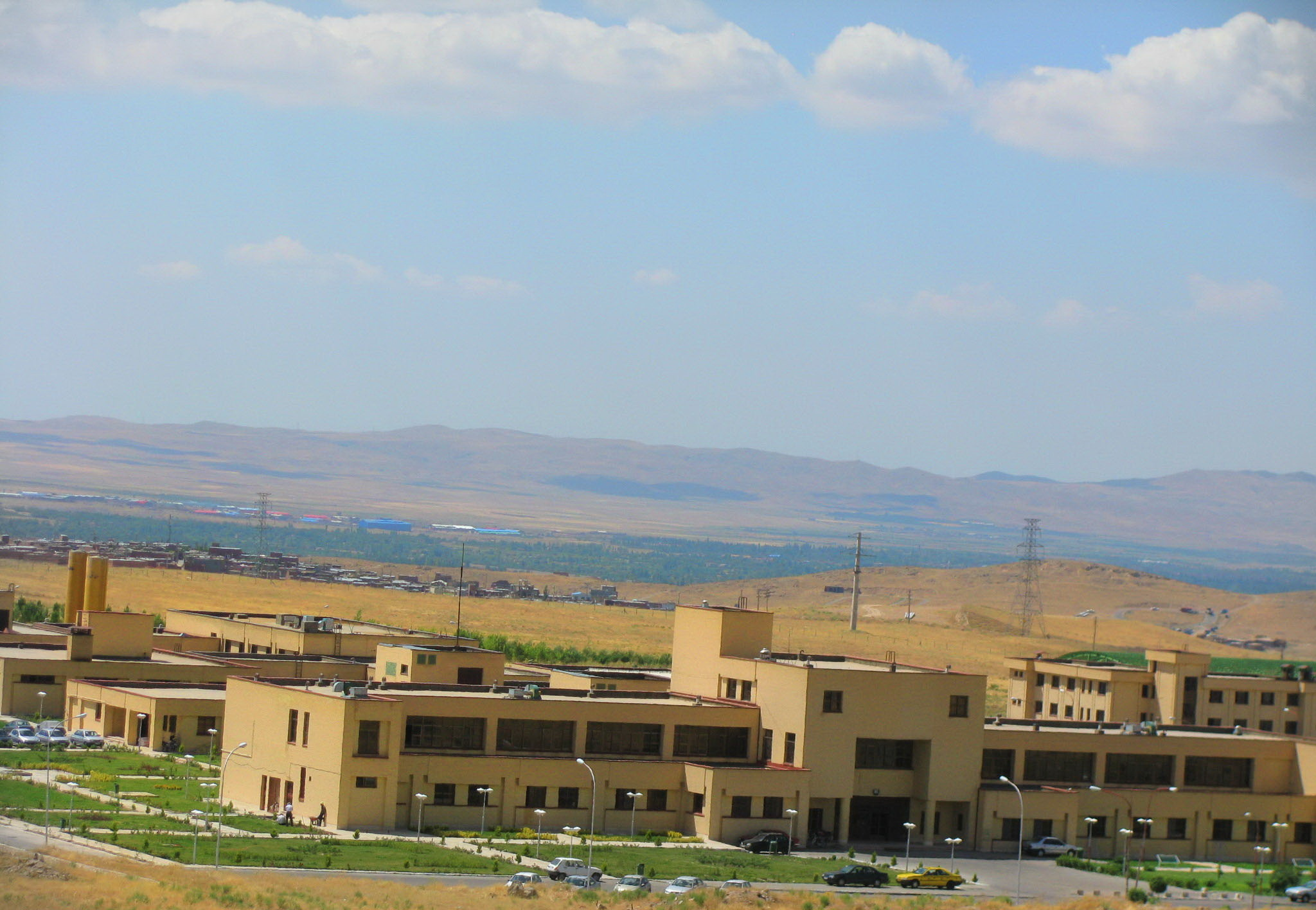
دانشگاه مراغه

- مرکز آموزش علمی–کاربردی بازرگانی مراغه
- مرکز آموزش علمی–کاربردی صنایع غذایی مراغه

## اقتصاد

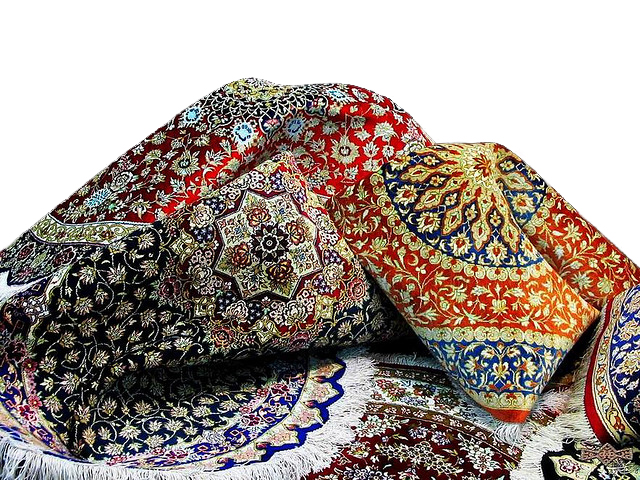
مراغه سالانه با تولید حدود ۶۵ هزار متر مربع فرش ابریشمی که ۷۰ درصد آن صادراتی است رتبه دوم تولید این کالا را در کشور دارد.

### کشاورزی
ترکیب مشاغل و توزیع منابع درآمد در شهرستان مراغه در مجموع نشان می‌دهد این شهرستان در قالب فعالیت‌های اقتصادی یک مرکز کشاورزی محسوب می‌شود. عمده فعالیت‌های صنعتی تولید محصولاتی از قبیل کشمش، خشکبار، عسل، مواد لبنی، پوست، فرش و سایر مواد غذایی است لذا می‌توان نتیجه گرفت که فعالیت‌های صنعتی نیز وابسته به فعالیت‌های کشاورزی است.
تولید میوه این شهر سالانه ۲۳۷ هزار تن انواعی از جمله سیب، انگور، گردو، بادام و گوجه سبز است که محصول بیش از ۲۰ هزار هکتار باغ میوه اطراف این شهر است. حدود ۷۰ درصد از این تولیدات به صورت مستقیم یا به شکل فراورده‌های کشاورزی به دیگر کشورها صادر می‌شود.
اطراف شهر مراغه پوشیده از باغ‌های انگور و سایر میوه‌ها است که طرفین رودخانه صوفی‌چای و دره شمالی آن را پوشانیده‌اند. باغات انگور مراغه از منظم‌ترین تاکستان‌های کشور محسوب می‌شوند و همه‌ساله مقدار زیادی سبزه و کشمش حاصل از این باغ‌ها به خارج از کشور صادر می‌شود که به علت کیفیت عالی دارای موقعیت ویژه‌ای در این بازارها است.

### صنعت
فعالیت‌های عمده تولیدی و صنعتی در این شهر از جمله صنایع دستی، مواد غذایی، صنایع بزرگ خشکبار، صنعت بسته‌بندی عسل، صنعت بسته‌بندی دم نوش‌های گیاهی، صنعت شیرینی، صنایع بزرگ صابون‌سازی مراغه، شیشه‌سازی و کارخانه‌های تولید شن و ماسه و ذغال سنگ و سنگ سینجان و… می‌باشد. این شهر از لحاظ راه‌های ارتباطی زمینی ریلی و هوایی در جایگاه خوبی است و به دلیل ارزان بودن کارگر، زمین و در اختیار داشتن تمام امکانات طبیعی و بالقوه و همچنین آب و هوای بکر، جاذبه خوبی را برای سرمایه‌گذاران بخش صنعت فراهم نموده است.

## حمل و نقل

### جاده‌ای
جاده۲۴ که هشترود را به مراغه وصل می‌کند و همچنین آزادراه مراغه به هشترود نیز در حال ساخت است، یکی از راه‌های مهم می‌باشد که شهرهای جنوب استان آذربایجان شرقی و آذربایجان غربی را به شاهراه تهران تبریز وصل می‌کند. مراغه از غرب و جنوب به دو شهر بناب و ملکان متصل است که جاده‌های نسبتاً خوبی را برای عبور و مرور فراهم آورده است، همچنین پروژه تحقیقاتی راه گردشگری برای اتصال مراغه از شمال به روستای کندوان تبریز نیز در دست مطالعه می‌باشد.
فاصله مراغه با برخی از مراکز استان:
| شهر مقصد | فاصله(KM) |
| -------- | --------- |
| تهران    | ۵۸۹       |
| تبریز    | ۱۴۳       |
| ارومیه   | ۲۰۰       |
| اردبیل   | ۳۱۵       |
| اصفهان   | ۸۷۱       |

### راه‌آهن

ایستگاه راه‌آهن مراغه.

ایستگاه راه‌آهن مراغه در تاریخ ۳۰ مهر ۱۳۳۵ افتتاح شده است. این ایستگاه به خط راه‌آهن آذربایجان (تهران–تبریز) و خط راه‌آهن مراغه-ارومیه متصل است و یکی از تشکیلاتی‌ترین ایستگاه‌های راه‌آهن کشور است.
ساختمان ایستگاه از سال ۱۳۳۳ تا ۱۳۳۶ احداث شده است. این ایستگاه از لحاظ درجه‌بندی، وضع بار و مسافرت و موقعیت جغرافیایی و نظامی به‌طور کلی جزء ایستگاه‌های درجه یک کشور است که در آن تعمیرات اساسی و و مانور واگن‌ها و لوکوموتیوها صورت می‌گیرد.
با توجه به موقعیت جغرافیایی شهرستان مراغه و امکانات راه‌آهن در حمل مواد نفتی، شرکت ملی نفت ایران در مجاورت ایستگاه راه‌آهن مراغه اقدام به احداث یک انبار مواد نفتی کرده است و از این طریق مواد نفتی مناطق اطراف را تأمین می‌کند. همچنین یک انبار سیلو با ظرفیت حدود ۲۰۰۰۰ تن در نزدیکی ایستگاه ایجاد شده است.
هوایی
فرودگاه سهند از فرودگاه‌های اقماری اداره کل فرودگاه‌های استان آذربایجان‌شرقی بوده و در نزدیکی شهرستان مراغه قرار دارد، این فرودگاه در زمینی به مساحت ۴۲ هکتار در کنار پادگان امام رضا ارتش و در جاده بناب-مراغه واقع شده است و تنها فرودگاه جنوب استان می‌باشد. هم‌اکنون پروازها به سمت تهران و بالعکس در آن دایر است.

## شهرهای خواهرخوانده
- گراژده، بوسنی و هرزگوین: از ۲۳ ژوئیه ۲۰۰۹[۸۴]
- نیشابور، ایران: از ۱۸ مه ۲۰۱۵[۸۵]

## نگارخانه

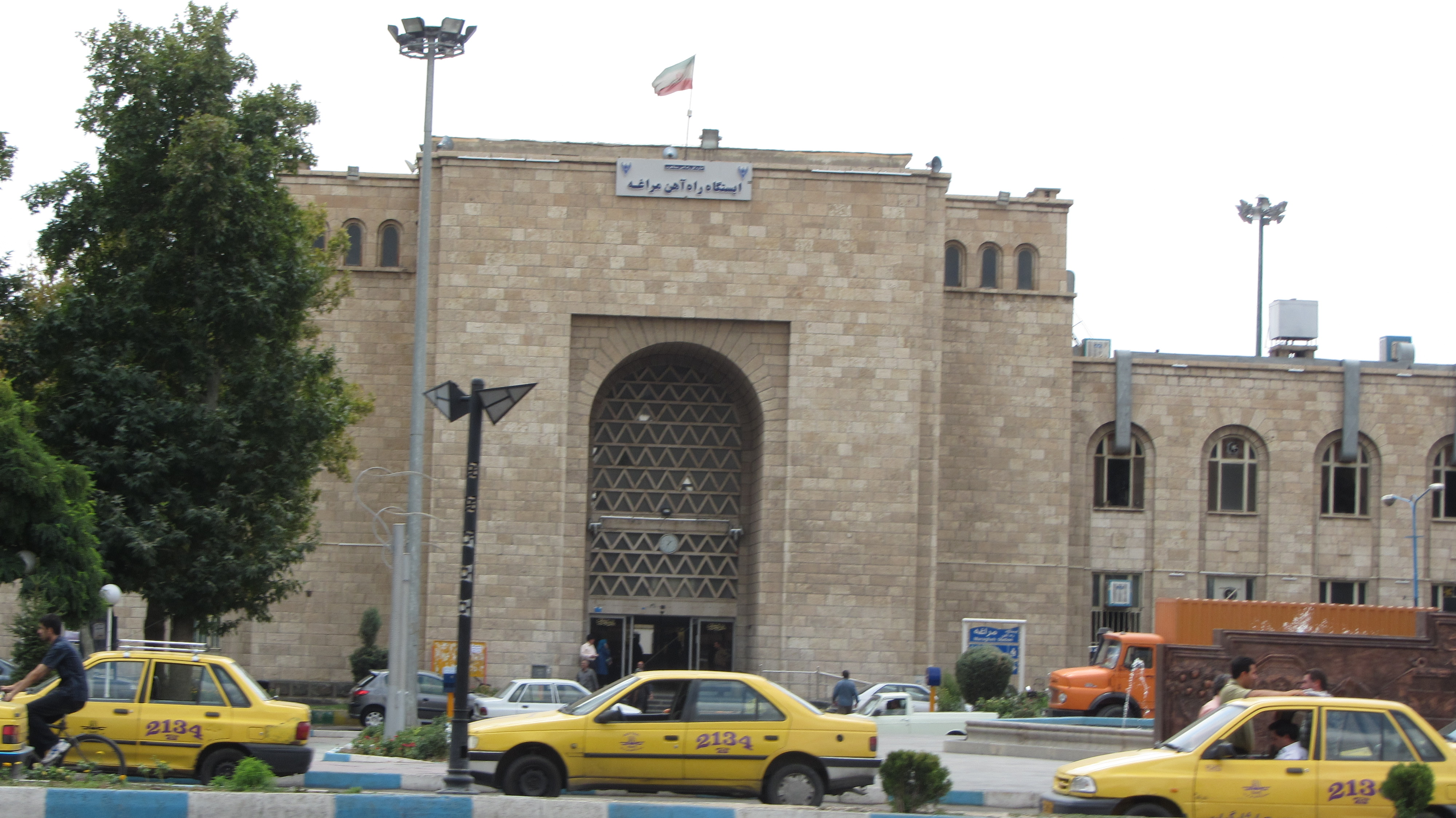
ایستگاه راه آهن مراغه
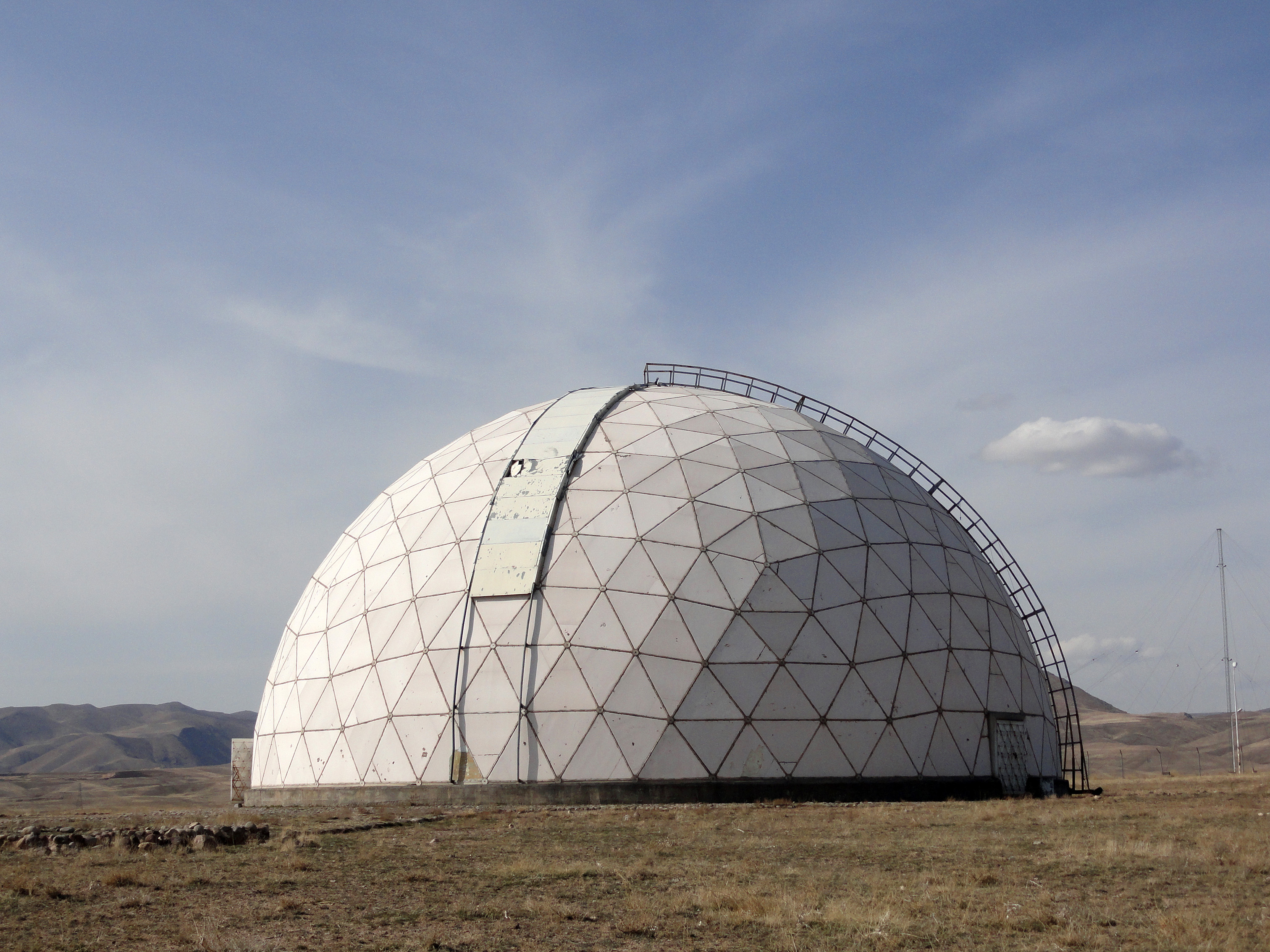
رصدخانه مراغه
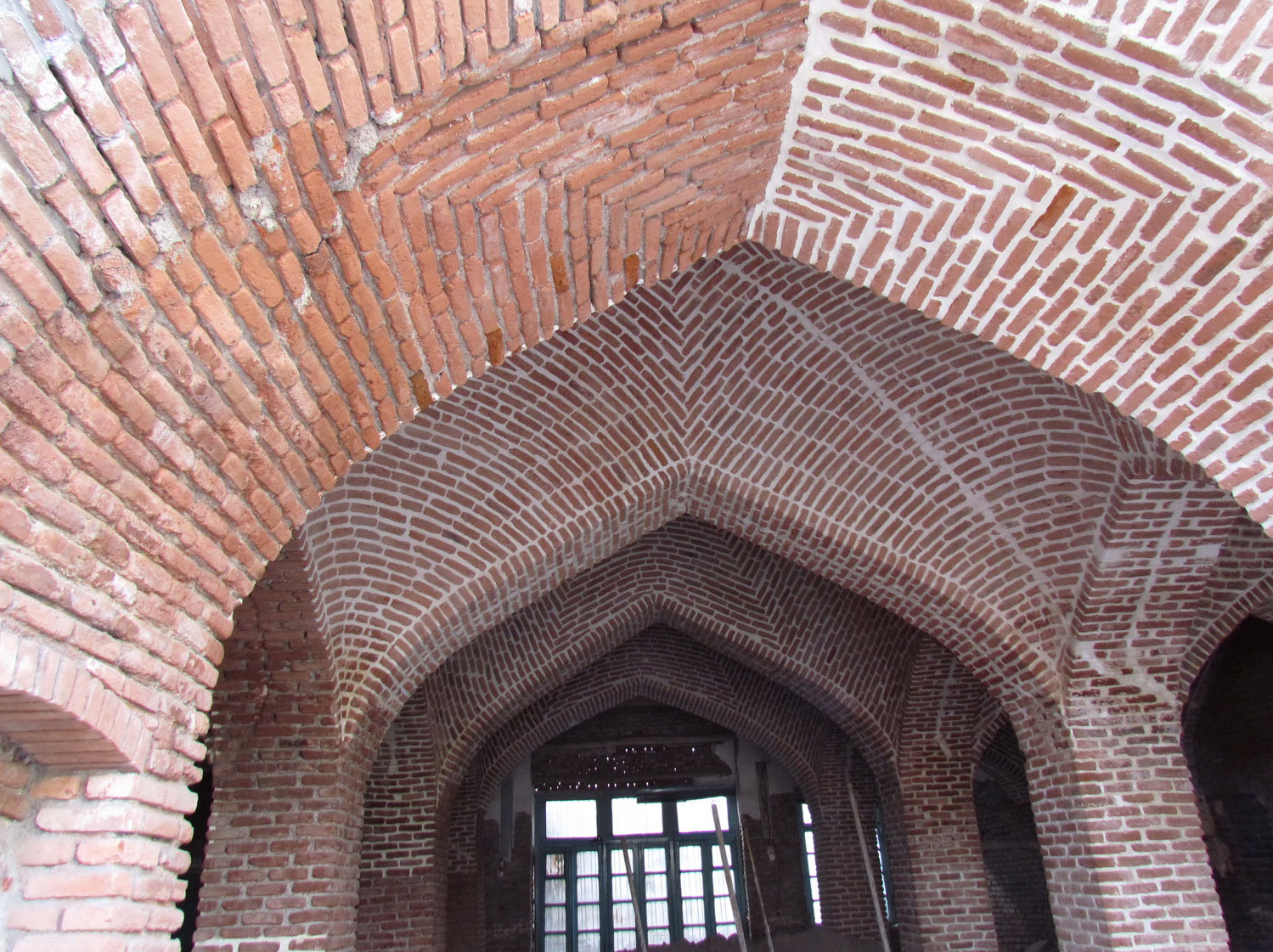
مسجد شجاع الدوله
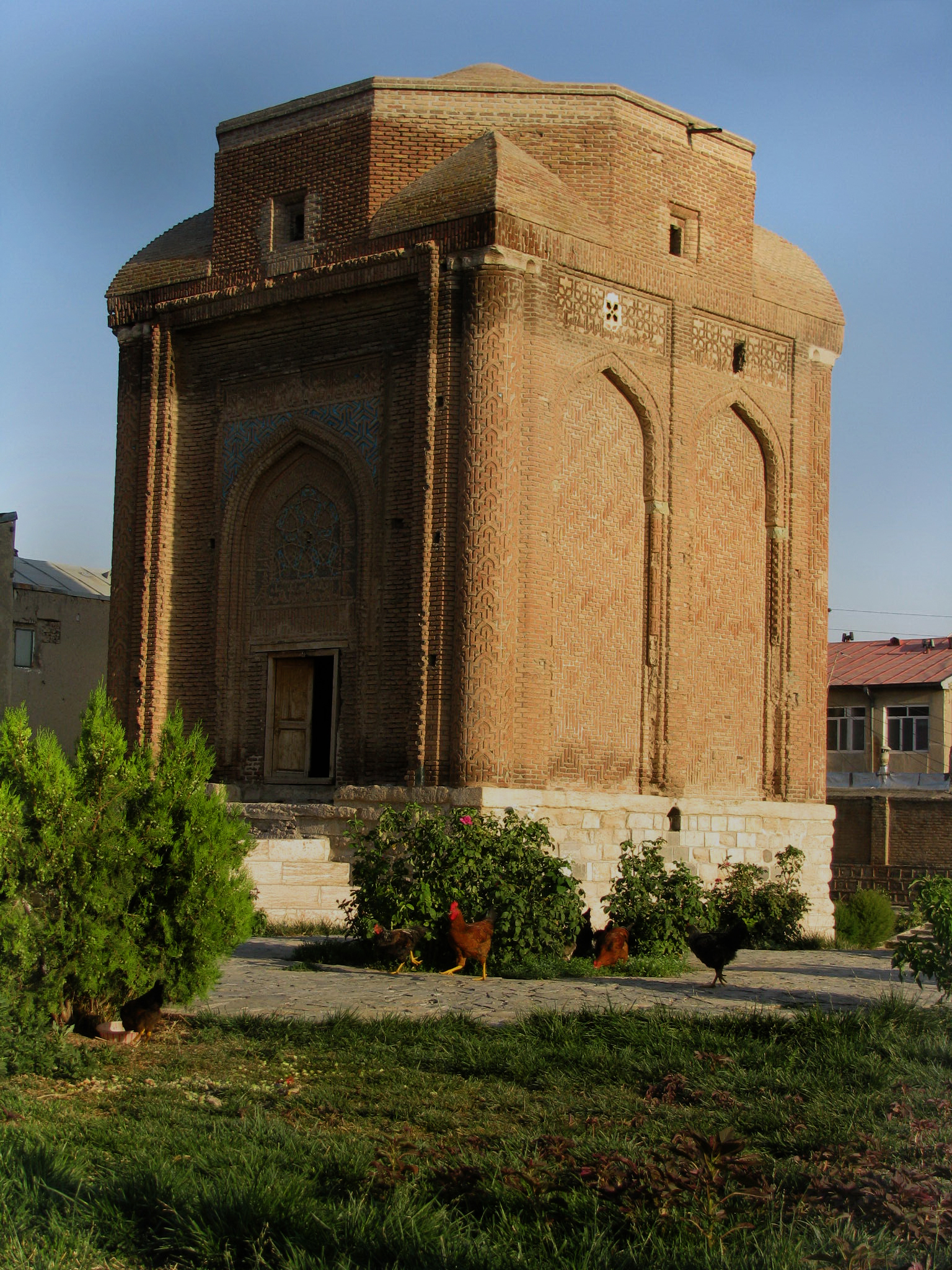
گنبد سرخ
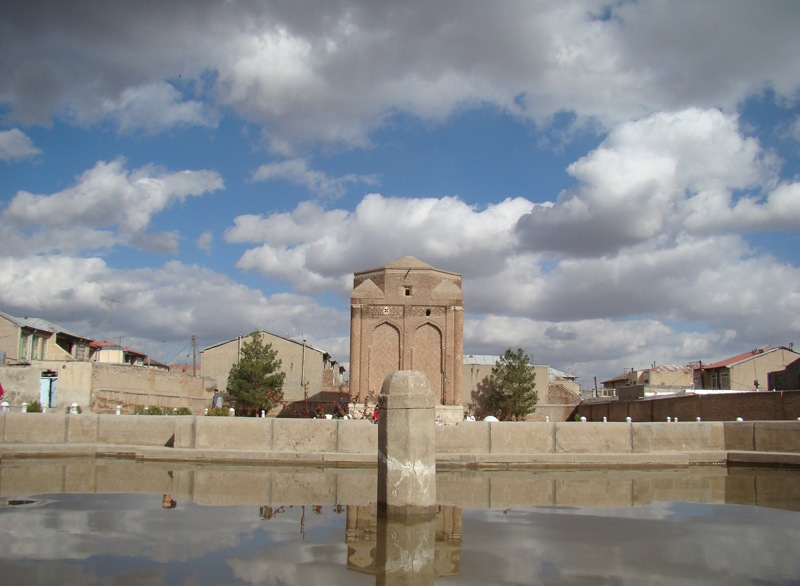
نمای از گنبد سرخ
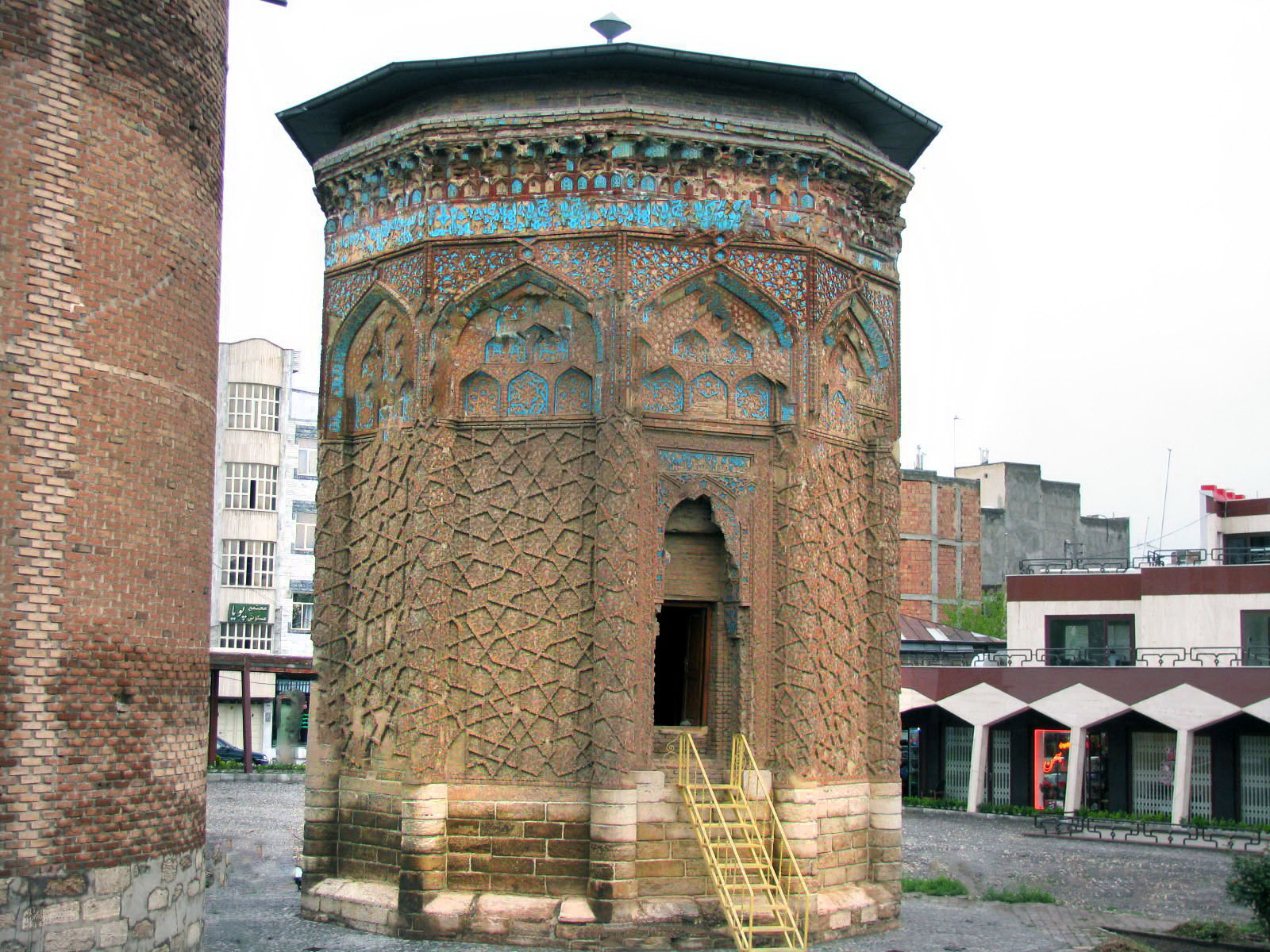
گنبد کبود
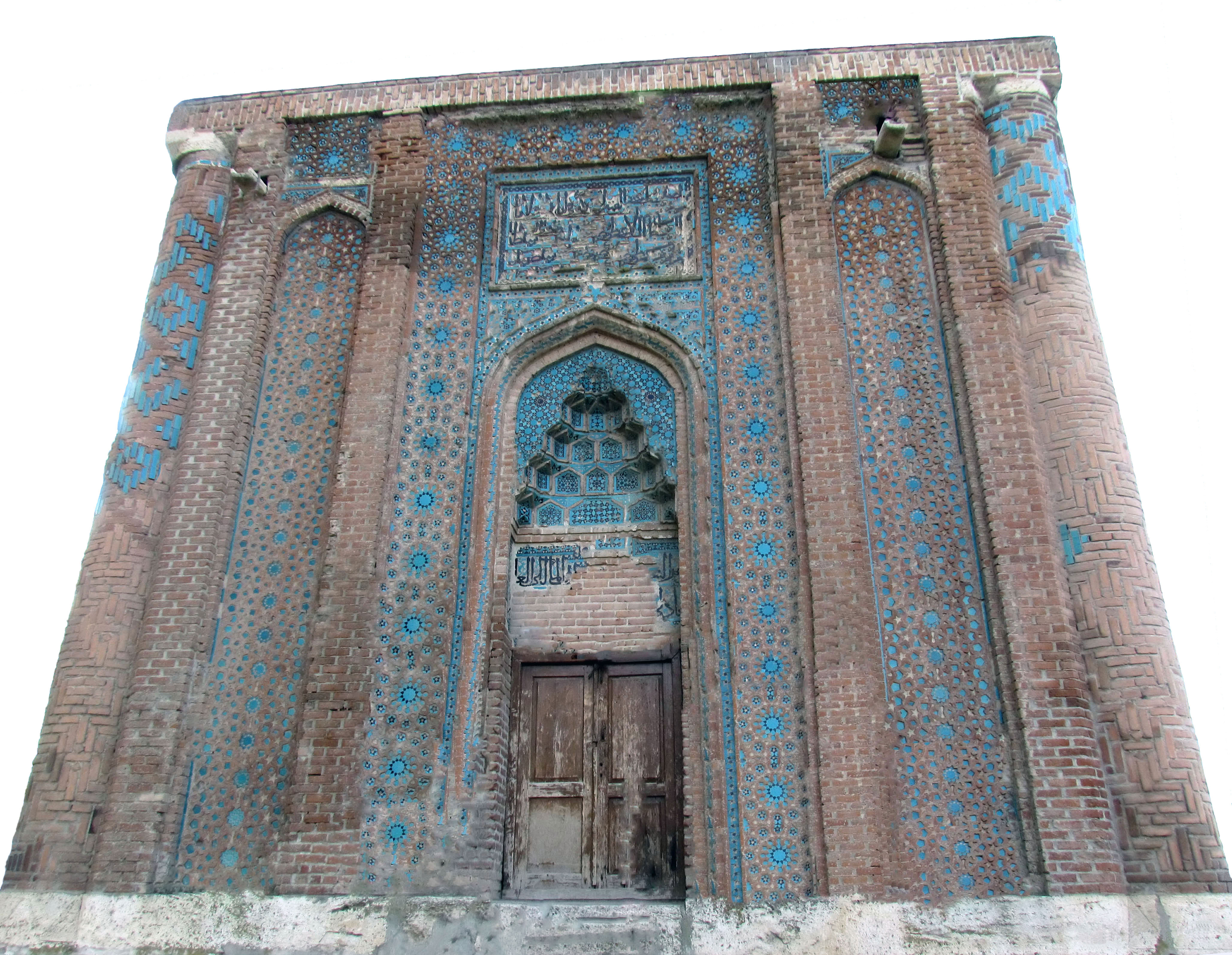
گنبد غفاریه
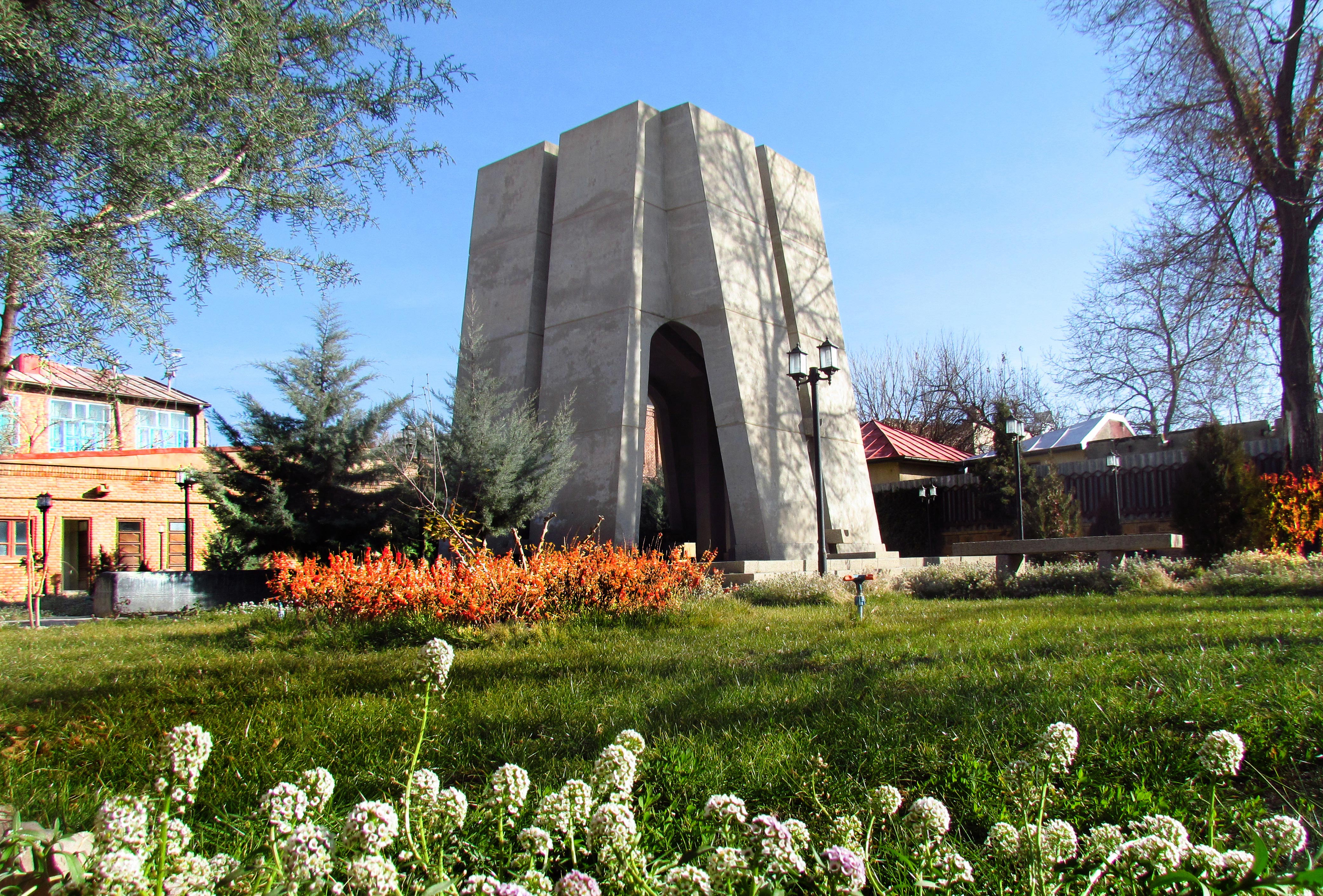
مقبره اوحدی مراغه‌ای
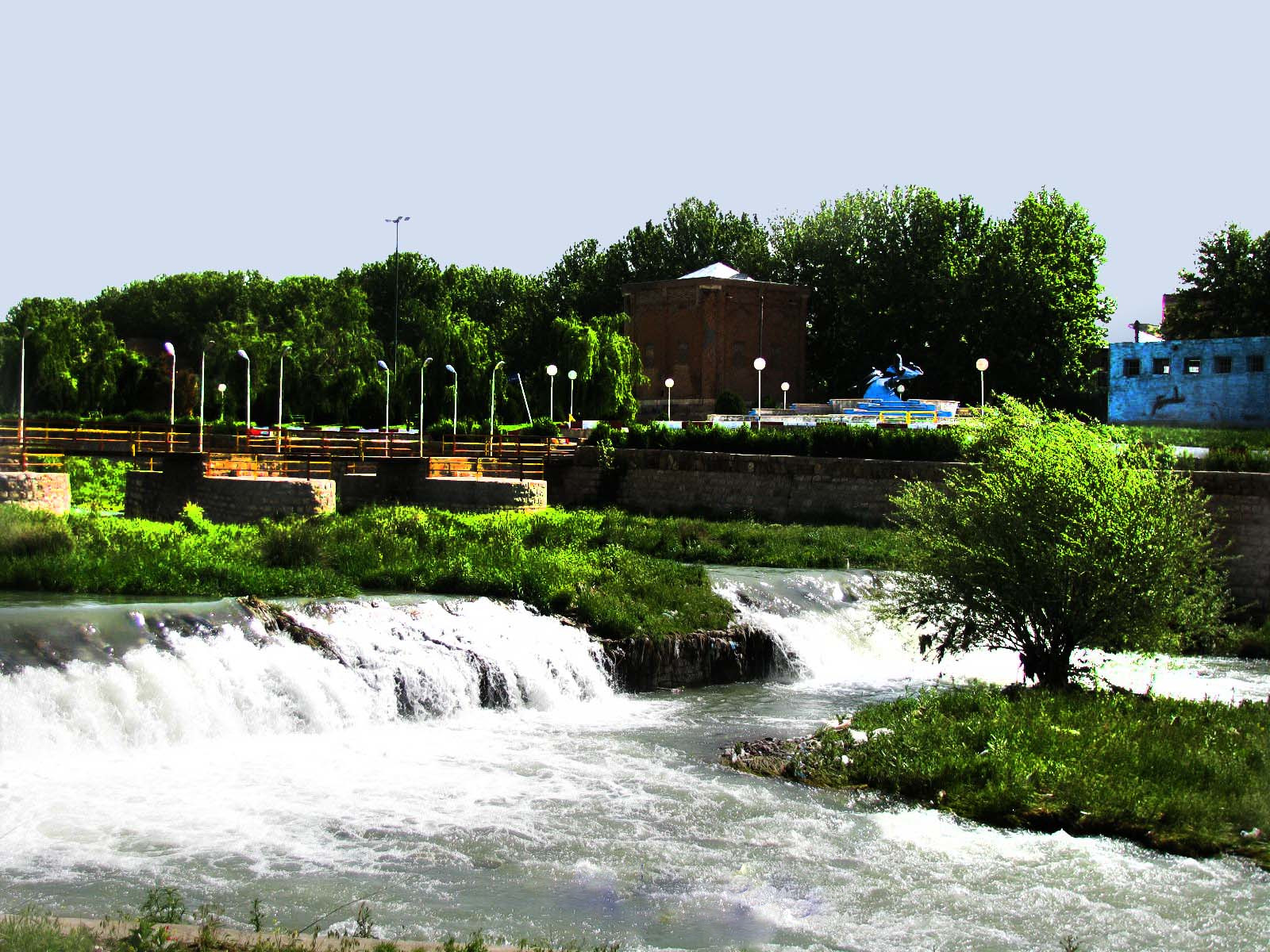
گنبد غفاریه
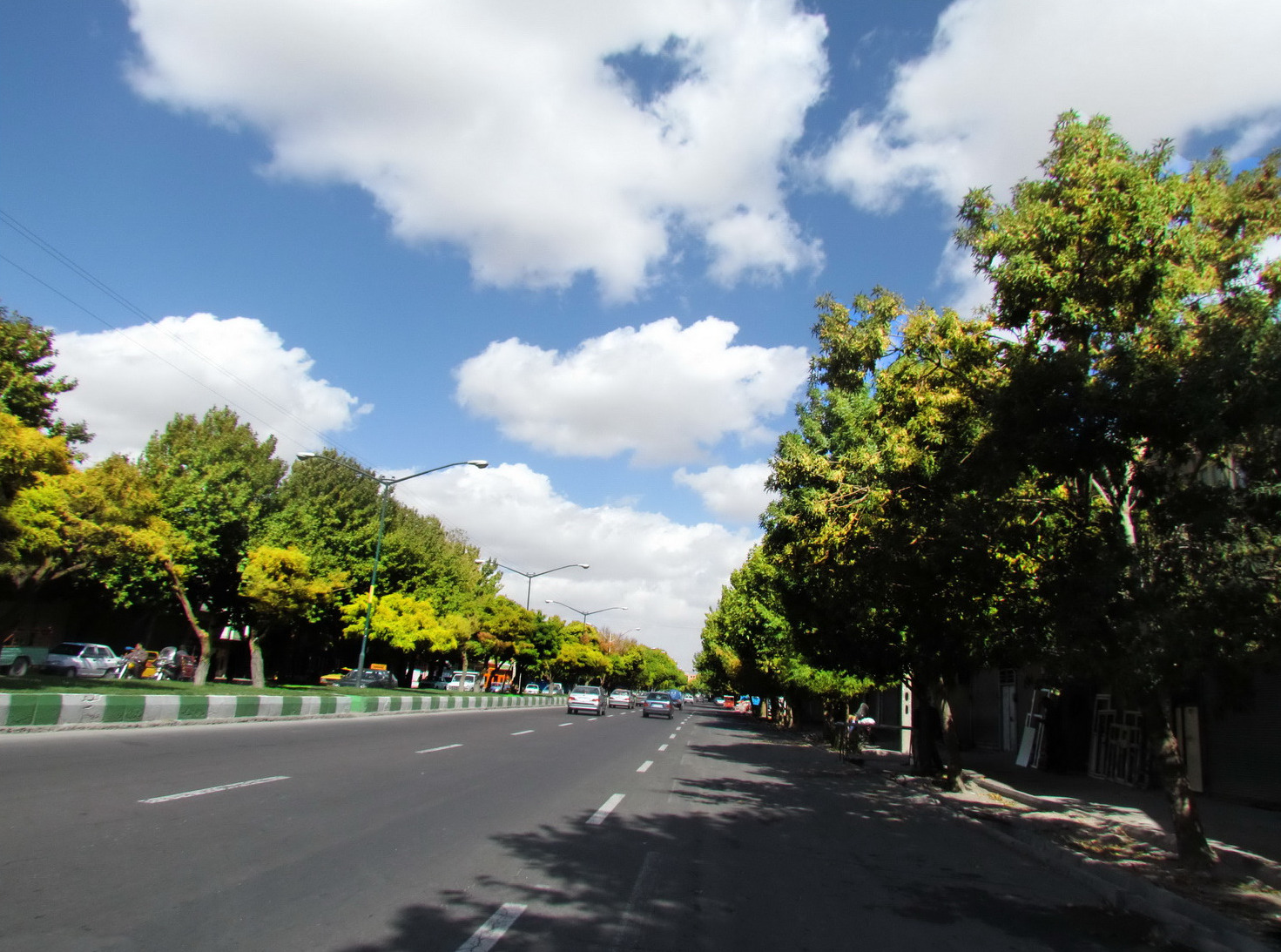
کمربندی مراغه
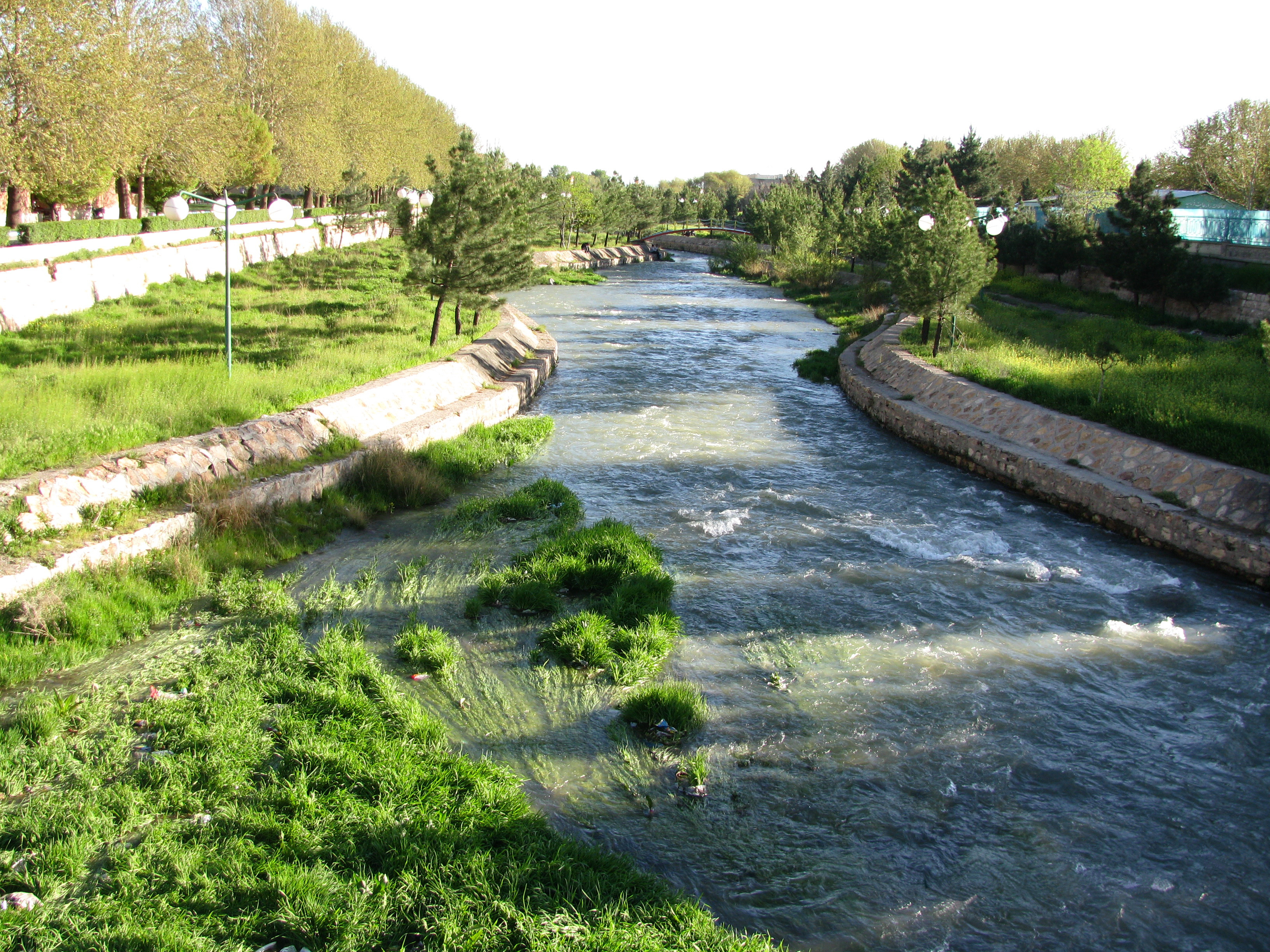
صوفی چایی
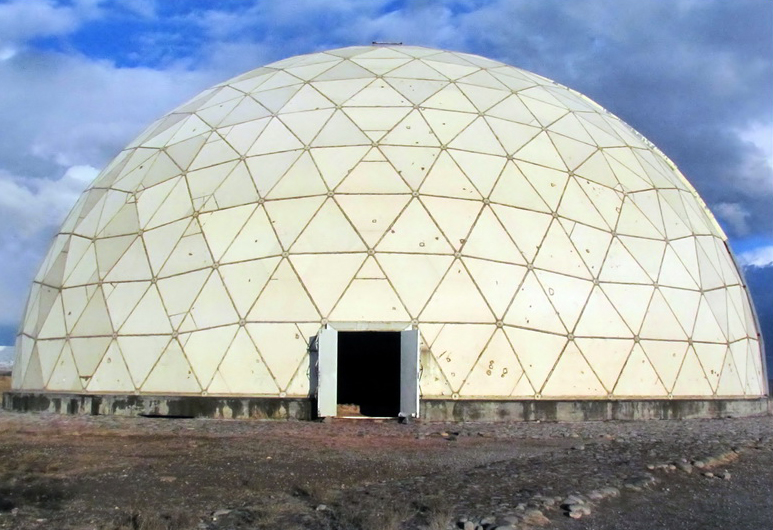
رصدخانه مراغه
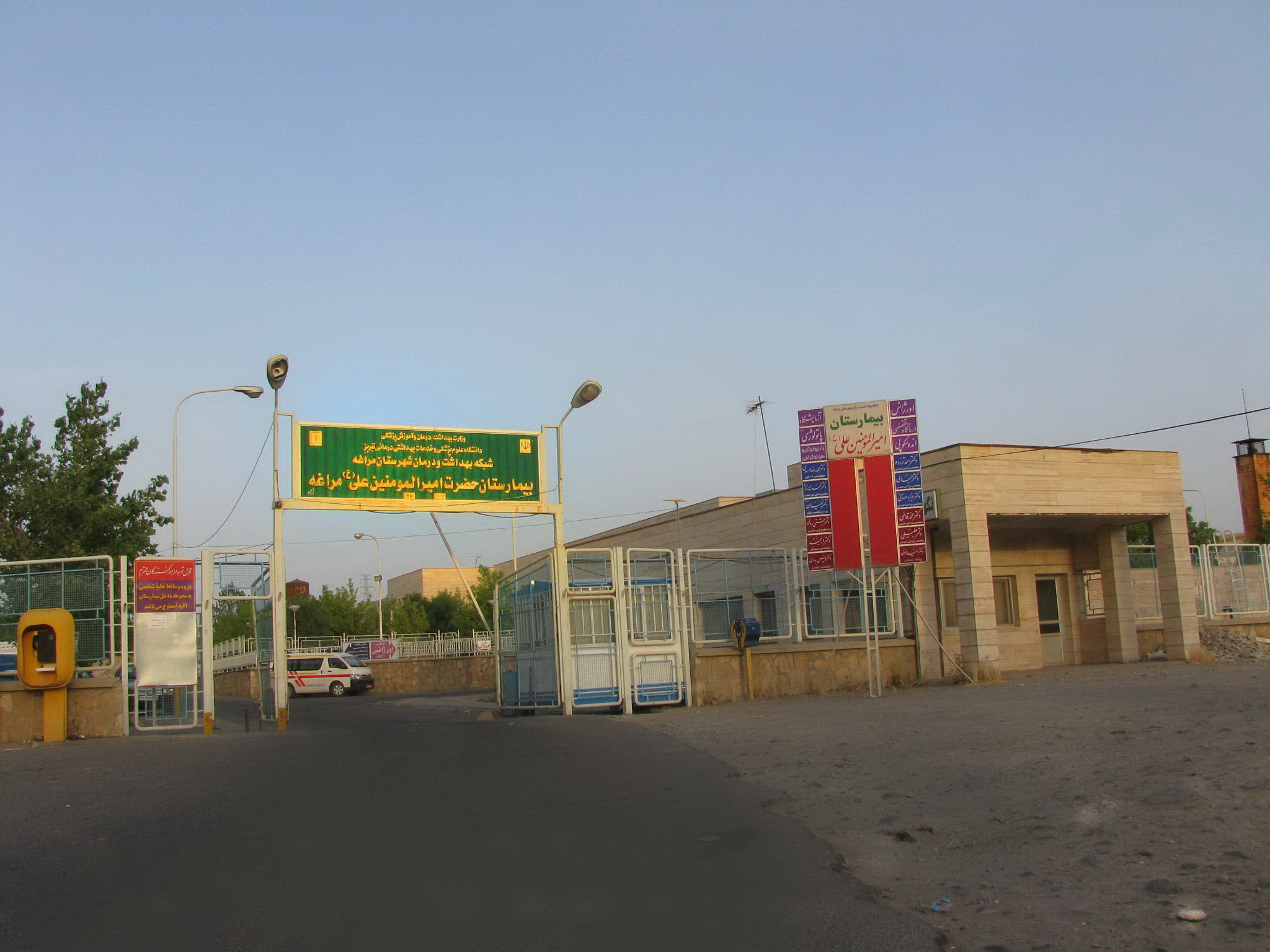
بیمارستان امیرالمومنین مراغه
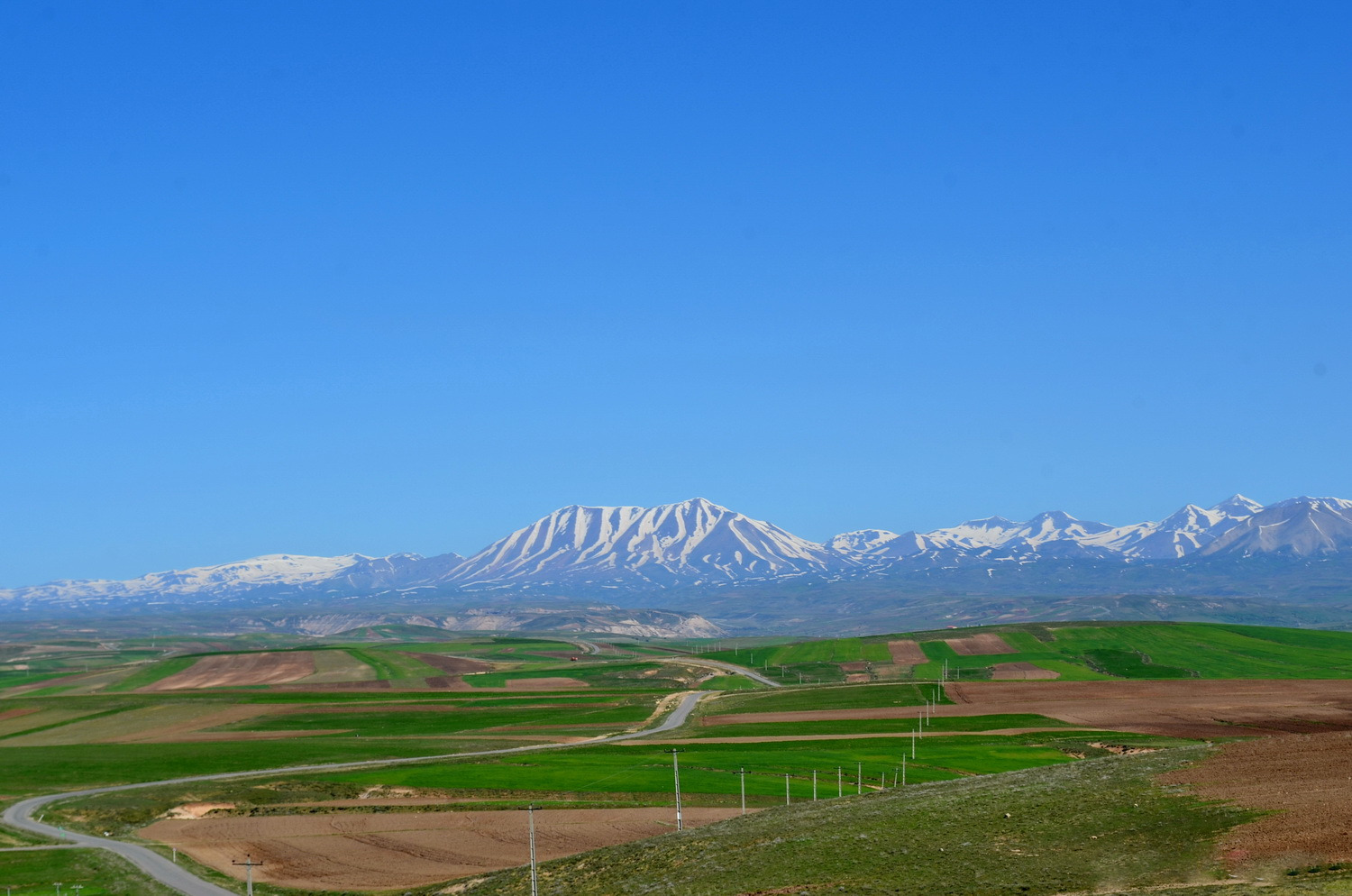
کوه سهند مراغه
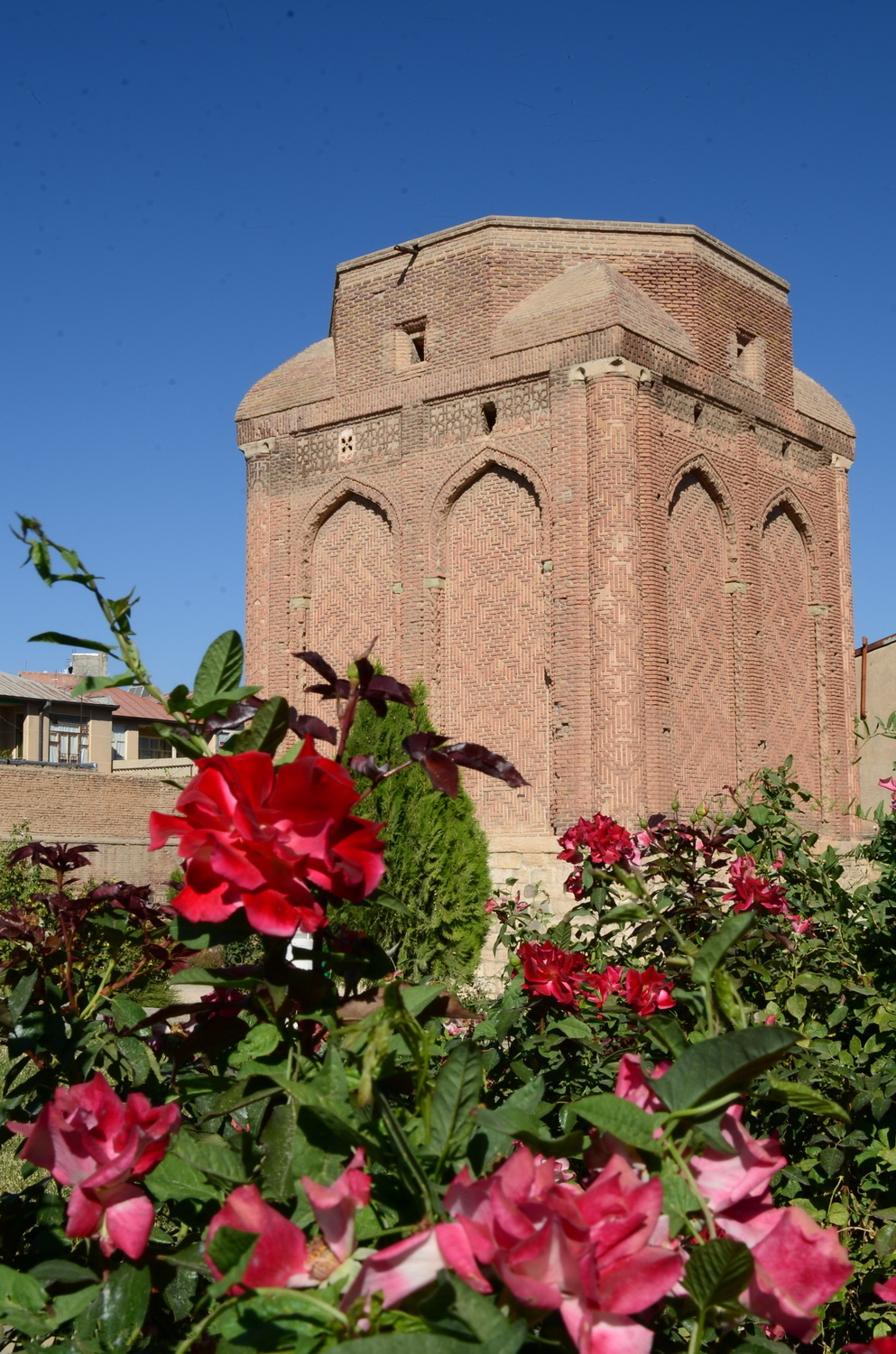
گنبد سرخ
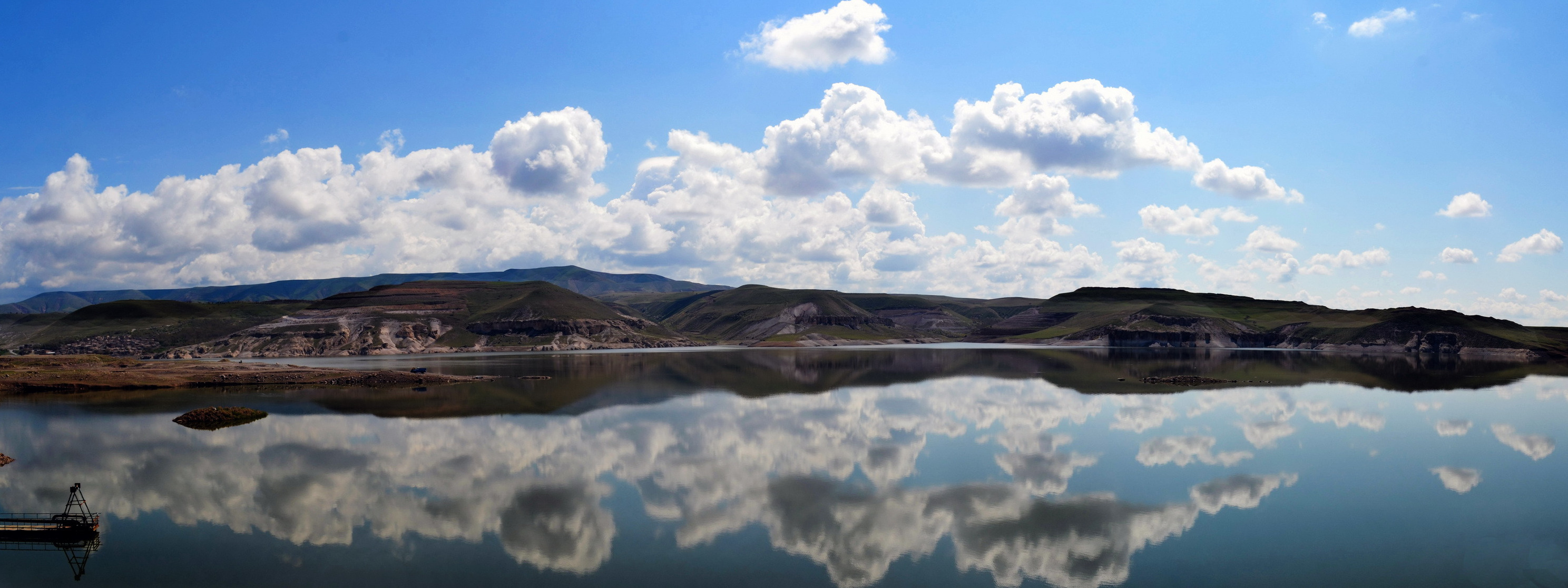
سد علویان مراغه
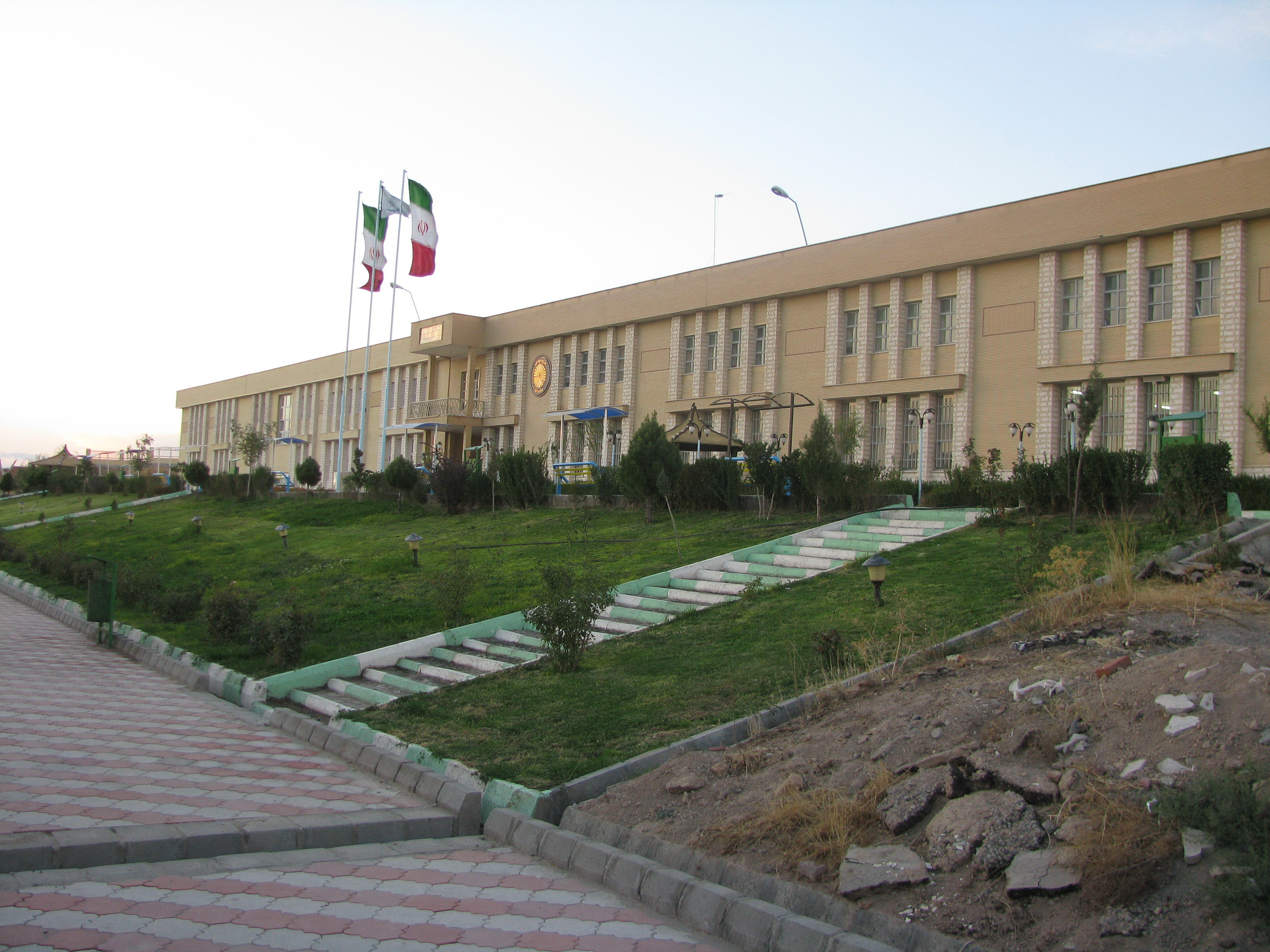
دانشگاه پیام نور مراغه